# Список матчей олимпийской сборной Южной Кореи по футболу (1991-2009)
Олимпийская сборная Республики Корея по футболу или сборная Республики Корея по футболу до 23 лет (кор. 대한민국 23세 이하 축구 국가대표팀) — команда, представляющая Республику Корея на Олимпийских (до 1992 года в Олимпийских играх принимала участие основная сборная) и Азиатских (до 2002 года в Азиатских играх принимала участие основная сборная) играх в дисциплине футбол, а также на чемпионате Азии среди молодёжных команд.
В этой статье представлены матчи с 1991 по 2009 годы.

## 1991 год
| Соревнование                                                         | Дата и время матча               | Сборная 1 (Голы) | Счёт (Отчёт) | Сборная 2 (Голы)  | Примечания |
| -------------------------------------------------------------------- | -------------------------------- | --- | ------------ | ----------------- | --- |
| Товарищеский матч                                                    | 24 марта 1991 15:00 (UTC+09:00)  | Республика Корея | 5:0          | Индонезия         | Место: Чханвон, Кёнсан-Намдо, Республика Корея Стадион: Масан (стадион) Зрители: 15 000 Судья: Ким Гван Тхэк          |
| Товарищеский матч                                                    | 24 марта 1991 15:00 (UTC+09:00)  | - Син Тхэ Ён 5′, 52′ - На Сын Хва 9′ - Но Чон Юн 51′ - Гвак Кён Кын 57′                                                                | 5:0          |                   | Место: Чханвон, Кёнсан-Намдо, Республика Корея Стадион: Масан (стадион) Зрители: 15 000 Судья: Ким Гван Тхэк          |
| Товарищеский матч                                                    | 26 марта 1991 15:00 (UTC+09:00)  | Республика Корея | 3:1          | Индонезия         | Место: Пусан, Республика Корея Стадион: Пусан Кудок Зрители: 3 000 Судья: Хан Нам Сик                                 |
| Товарищеский матч                                                    | 26 марта 1991 15:00 (UTC+09:00)  | - Квон Тэ Кю 17′, 28′ - Гвак Кён Кын 77′                                                                                               | 3:1          | - Нил Майзар 57′  | Место: Пусан, Республика Корея Стадион: Пусан Кудок Зрители: 3 000 Судья: Хан Нам Сик                                 |
| Товарищеский матч                                                    | 5 апреля 1991 16:00 (UTC+09:00)  | Республика Корея | 2:1          | США               | Место: Пусан, Республика Корея Стадион: Пусан Кудок Судья: Кил Ки Чул                                                 |
| Товарищеский матч                                                    | 5 апреля 1991 16:00 (UTC+09:00)  | - Лим Гын Чже 30′, 69′ | 2:1          | - Вермес 57′      | Место: Пусан, Республика Корея Стадион: Пусан Кудок Судья: Кил Ки Чул                                                 |
| Товарищеский матч                                                    | 7 апреля 1991 16:00 (UTC+09:00)  | Республика Корея | 2:0          | США               | Место: Пхохан, Кёнсан-Пукто, Республика Корея Стадион: Пхоханский сталелитейный завод Зрители: 4 000 Судья: Ким Ин Су |
| Товарищеский матч                                                    | 7 апреля 1991 16:00 (UTC+09:00)  | - Но Чжон Юн 44′ - Эйгус 60′ (авт.) | 2:0          |                   | Место: Пхохан, Кёнсан-Пукто, Республика Корея Стадион: Пхоханский сталелитейный завод Зрители: 4 000 Судья: Ким Ин Су |
| Товарищеский матч                                                    | 12 апреля 1991 18:00 (UTC+09:00) | Республика Корея | 3:0          | Канада            | Место: Сувон, Кёнгидо, Республика Корея Стадион: Спортивный комплекс Сувон Зрители: 3 000 Судья: Пак Хи Чаран         |
| Товарищеский матч                                                    | 12 апреля 1991 18:00 (UTC+09:00) | - Лим Гын Чже 3′ - Ким Ин Ван 49′ - Со Чжон Вон 82′                                                                                    | 3:0          |                   | Место: Сувон, Кёнгидо, Республика Корея Стадион: Спортивный комплекс Сувон Зрители: 3 000 Судья: Пак Хи Чаран         |
| Товарищеский матч                                                    | 14 апреля 1991 14:00 (UTC+09:00) | Республика Корея | 1:0          | Канада            | Место: Конджу, Чхунчхон-Намдо, Республика Корея Стадион: Городской стадион Конджу Зрители: 20 000 Судья: Пак Хи Чаран |
| Товарищеский матч                                                    | 14 апреля 1991 14:00 (UTC+09:00) | - Ким Ён Бом 78′ | 1:0          |                   | Место: Конджу, Чхунчхон-Намдо, Республика Корея Стадион: Городской стадион Конджу Зрители: 20 000 Судья: Пак Хи Чаран |
| Первый раунд, Футбол на летних Олимпийских играх 1992 – квалификация | 18 мая 1991 18:00 (UTC+09:00)    | Республика Корея | 10:0         | Филиппины         | Место: Сеул, Республика Корея Стадион: Олимпийский стадион Зрители: 4 000 Судья: Зулкифли Чаньяго                     |
| Первый раунд, Футбол на летних Олимпийских играх 1992 – квалификация | 18 мая 1991 18:00 (UTC+09:00)    | - Со Чжон Вон 15′, 22′, 27′ - На Сын Хва 35′ - Ким Ин Ван 44′, 53′ - Но Чжон Юн 63′ - Сан Тэ Ён 71′ - Гвен Тхэ Кю 75′ - Ли Мун Сок 89′ | 10:0         |                   | Место: Сеул, Республика Корея Стадион: Олимпийский стадион Зрители: 4 000 Судья: Зулкифли Чаньяго                     |
| Первый раунд, Футбол на летних Олимпийских играх 1992 – квалификация | 20 мая 1991 19:00 (UTC+09:00)    | Республика Корея | 6:0          | Бангладеш         | Место: Сеул, Республика Корея Стадион: Олимпийский стадион Зрители: 3 500 Судья: Самуэль Ям-Мин Чан                   |
| Первый раунд, Футбол на летних Олимпийских играх 1992 – квалификация | 20 мая 1991 19:00 (UTC+09:00)    | - Ли Ки Бум 4′ - На Сын Хва 27′ - Гва Кён-гын 59′ - Но Чжон Юн 69′ - Гвен Тхэ Кю 81′ - Хан Чжон Гук 89′                                | 6:0          |                   | Место: Сеул, Республика Корея Стадион: Олимпийский стадион Зрители: 3 500 Судья: Самуэль Ям-Мин Чан                   |
| Первый раунд, Футбол на летних Олимпийских играх 1992 – квалификация | 22 мая 1991 19:00 (UTC+09:00)    | Республика Корея | 2:1          | Таиланд           | Место: Сеул, Республика Корея Стадион: Олимпийский стадион Зрители: 5 000 Судья: Ахмед Ибрагим Хаким                  |
| Первый раунд, Футбол на летних Олимпийских играх 1992 – квалификация | 22 мая 1991 19:00 (UTC+09:00)    | - Со Чжон Вон 51′ - Ким Ги Нам 81′ | 2:1          | - Хункокекроа 66′ | Место: Сеул, Республика Корея Стадион: Олимпийский стадион Зрители: 5 000 Судья: Ахмед Ибрагим Хаким                  |
| Первый раунд, Футбол на летних Олимпийских играх 1992 – квалификация | 24 мая 1991                      | Республика Корея | 0:1          | Вьетнам           | Место: Сеул, Республика Корея Стадион: Олимпийский стадион                                                            |
| Первый раунд, Футбол на летних Олимпийских играх 1992 – квалификация | 24 мая 1991                      | - Нгуен Хон Шон 90′ | 0:1          |                   | Место: Сеул, Республика Корея Стадион: Олимпийский стадион                                                            |
| Первый раунд, Футбол на летних Олимпийских играх 1992 – квалификация | 26 мая 1991 17:00 (UTC+09:00)    | Республика Корея | 0:0          | Малайзия          | Место: Сеул, Республика Корея Стадион: Олимпийский стадион Зрители: 30 000 Судья: Рияхи Мохамед                       |
| Первый раунд, Футбол на летних Олимпийских играх 1992 – квалификация | 26 мая 1991 17:00 (UTC+09:00)    | | 0:0          |                   | Место: Сеул, Республика Корея Стадион: Олимпийский стадион Зрители: 30 000 Судья: Рияхи Мохамед                       |
| Первый раунд, Футбол на летних Олимпийских играх 1992 – квалификация | 26 июня 1991 20:30 (UTC+08:00)   | Филиппины | 0:7          | Республика Корея  | Место: Куала-Лумпур, Малайзия Стадион: Мердека Судья: Сагар Кумар Сен                                                 |
| Первый раунд, Футбол на летних Олимпийских играх 1992 – квалификация | 26 июня 1991 20:30 (UTC+08:00)   | - Ким Гви Хва 2′, 11′ - Ким Ги Нам 47′ - Квон Тхэ Кю 50′ - Хан Чжон Гук 57′ - Ли Мун Сок 72′ - Со Чжон Вон 83′                         | 0:7          |                   | Место: Куала-Лумпур, Малайзия Стадион: Мердека Судья: Сагар Кумар Сен                                                 |
| Первый раунд, Футбол на летних Олимпийских играх 1992 – квалификация | 1 июля 1991 18:40 (UTC+08:00)    | Малайзия | 0:2          | Республика Корея  | Место: Куала-Лумпур, Малайзия Стадион: Мердека Судья: Шизуо Такада                                                    |
| Первый раунд, Футбол на летних Олимпийских играх 1992 – квалификация | 1 июля 1991 18:40 (UTC+08:00)    | - Но Чжон Юн 17′ - Со Чжон Вон 20′ | 0:2          |                   | Место: Куала-Лумпур, Малайзия Стадион: Мердека Судья: Шизуо Такада                                                    |
| Первый раунд, Футбол на летних Олимпийских играх 1992 – квалификация | 3 июля 1991 15:45 (UTC+08:00)    | Бангладеш | 0:1          | Республика Корея  | Место: Куала-Лумпур, Малайзия Стадион: Мердека Судья: Одех Аль-Рахал                                                  |
| Первый раунд, Футбол на летних Олимпийских играх 1992 – квалификация | 3 июля 1991 15:45 (UTC+08:00)    | - Но Чжон Юн 27′ | 0:1          |                   | Место: Куала-Лумпур, Малайзия Стадион: Мердека Судья: Одех Аль-Рахал                                                  |
| Первый раунд, Футбол на летних Олимпийских играх 1992 – квалификация | 5 июля 1991 20:30 (UTC+08:00)    | Таиланд | 0:2          | Республика Корея  | Место: Куала-Лумпур, Малайзия Стадион: Мердека Судья: Мохаммед аль-Суэйел                                             |
| Первый раунд, Футбол на летних Олимпийских играх 1992 – квалификация | 5 июля 1991 20:30 (UTC+08:00)    | - Чой Мун Сик 70′, 75′ | 0:2          |                   | Место: Куала-Лумпур, Малайзия Стадион: Мердека Судья: Мохаммед аль-Суэйел                                             |

## 1992 год
| Соревнование                                                         | Дата и время матча               | Сборная 1 (Голы)                                   | Счёт (Отчёт) | Сборная 2 (Голы)                                    | Примечания |
| -------------------------------------------------------------------- | -------------------------------- | -------------------------------------------------- | ------------ | --------------------------------------------------- | --- |
| Второй раунд, Футбол на летних Олимпийских играх 1992 – квалификация | 18 января 1992 21:30 (UTC+08:00) | Республика Корея                                   | 1:1          | Кувейт                                              | Место: Куала-Лумпур, Малайзия Стадион: Мердека Зрители: 10 000 Судья: Камаруддин Хаджи Сахари                          |
| Второй раунд, Футбол на летних Олимпийских играх 1992 – квалификация | 18 января 1992 21:30 (UTC+08:00) | - Но Чжон Юн 32′                                   | 1:1          | - Али Марви 11′                                     | Место: Куала-Лумпур, Малайзия Стадион: Мердека Зрители: 10 000 Судья: Камаруддин Хаджи Сахари                          |
| Второй раунд, Футбол на летних Олимпийских играх 1992 – квалификация | 21 января 1992 19:30 (UTC+08:00) | Республика Корея                                   | 1:0          | Бахрейн                                             | Место: Куала-Лумпур, Малайзия Стадион: Мердека Судья: Самуэль Ям-Мин Чан                                               |
| Второй раунд, Футбол на летних Олимпийских играх 1992 – квалификация | 21 января 1992 19:30 (UTC+08:00) | - Но Чжон Юн 32′                                   | 1:0          |                                                     | Место: Куала-Лумпур, Малайзия Стадион: Мердека Судья: Самуэль Ям-Мин Чан                                               |
| Второй раунд, Футбол на летних Олимпийских играх 1992 – квалификация | 24 января 1992 20:00 (UTC+08:00) | Катар                                              | 1:0          | Республика Корея                                    | Место: Куала-Лумпур, Малайзия Стадион: Мердека Зрители: 40 000 Судья: Али Буджсаим                                     |
| Второй раунд, Футбол на летних Олимпийских играх 1992 – квалификация | 24 января 1992 20:00 (UTC+08:00) | - Мубарак Мустафа 39′                              | 1:0          |                                                     | Место: Куала-Лумпур, Малайзия Стадион: Мердека Зрители: 40 000 Судья: Али Буджсаим                                     |
| Второй раунд, Футбол на летних Олимпийских играх 1992 – квалификация | 27 января 1992 19:30 (UTC+08:00) | Республика Корея                                   | 1:0          | Япония                                              | Место: Куала-Лумпур, Малайзия Стадион: Мердека Судья: Джамаль Аш-Шариф                                                 |
| Второй раунд, Футбол на летних Олимпийских играх 1992 – квалификация | 27 января 1992 19:30 (UTC+08:00) | - Ким Бён Су 88′                                   | 1:0          |                                                     | Место: Куала-Лумпур, Малайзия Стадион: Мердека Судья: Джамаль Аш-Шариф                                                 |
| Второй раунд, Футбол на летних Олимпийских играх 1992 – квалификация | 30 января 1992 20:30 (UTC+08:00) | Республика Корея                                   | 3:1          | Китай                                               | Место: Куала-Лумпур, Малайзия Стадион: Мердека Судья: Джамаль Аш-Шариф                                                 |
| Второй раунд, Футбол на летних Олимпийских играх 1992 – квалификация | 30 января 1992 20:30 (UTC+08:00) | - Гва Кён-гын 2′ - Со Чжон Вон 5′ - Ким Кви Хва 6′ | 3:1          | - Хао Хайдун 79′                                    | Место: Куала-Лумпур, Малайзия Стадион: Мердека Судья: Джамаль Аш-Шариф                                                 |
| Товарищеский матч                                                    | 17 марта 1992 19:00 (UTC-07:00)  | США                                                | 3:1          | Республика Корея                                    | Место: Лос-Анджелес, Калифорния, США Стадион: Мемориальный колизей Лос-Анджелеса Зрители: 15 000 Судья: Артуро Анхелес |
| Товарищеский матч                                                    | 17 марта 1992 19:00 (UTC-07:00)  | - Стив Сноу 6′ - Джонс 10′ - Вашингтон 11′         | 3:1          | - Чон Джэ Квон 57′                                  | Место: Лос-Анджелес, Калифорния, США Стадион: Мемориальный колизей Лос-Анджелеса Зрители: 15 000 Судья: Артуро Анхелес |
| Товарищеский матч                                                    | 19 марта 1992 19:00 (UTC-07:00)  | Республика Корея                                   | 2:0          | Гондурас                                            | Место: Лос-Анджелес, Калифорния, США Стадион: Мемориальный колизей Лос-Анджелеса Зрители: 12 000 Судья: Артуро Анхелес |
| Товарищеский матч                                                    | 19 марта 1992 19:00 (UTC-07:00)  | - Ким До Хун 10′, 43′                              | 2:0          |                                                     | Место: Лос-Анджелес, Калифорния, США Стадион: Мемориальный колизей Лос-Анджелеса Зрители: 12 000 Судья: Артуро Анхелес |
| Товарищеский матч                                                    | 21 марта 1992 15:00 (UTC-07:00)  | США                                                | 1:2          | Республика Корея                                    | Место: Ирвайн, Калифорния, США Стадион: Калифорнийский университет в Ирвайне Судья: Бенито Арчундиа                    |
| Товарищеский матч                                                    | 21 марта 1992 15:00 (UTC-07:00)  | - Стив Сноу 47′                                    | 1:2          | - Гва Кён-гын 30′ - Ким Дон Хак 54′                 | Место: Ирвайн, Калифорния, США Стадион: Калифорнийский университет в Ирвайне Судья: Бенито Арчундиа                    |
| Товарищеский матч                                                    | 31 марта 1992                    | Канада                                             | 2:2          | Республика Корея                                    | Место: Бернаби, Британская Колумбия, Канада Стадион: Свангард                                                          |
| Товарищеский матч                                                    | 31 марта 1992                    | - Скотт Мейси 62′ - Кораццин 81′                   | 2:2          | - Ким Кви Хва 36′ - Гва Кён-гын 50′                 | Место: Бернаби, Британская Колумбия, Канада Стадион: Свангард                                                          |
| Товарищеский матч                                                    | 3 мая 1992 15:00 (UTC+09:00)     | Республика Корея                                   | 2:1          | Австралия                                           | Место: Иксан, Чолла-Пукто, Республика Корея Стадион: Общественный стадион Иксана Зрители: 18 012 Судья: Ли Сан Ён      |
| Товарищеский матч                                                    | 3 мая 1992 15:00 (UTC+09:00)     | - Квак Кён Гын 21′ (пен.) - Но Чон Юн 52′          | 2:1          | - Дэвид Сил 50′                                     | Место: Иксан, Чолла-Пукто, Республика Корея Стадион: Общественный стадион Иксана Зрители: 18 012 Судья: Ли Сан Ён      |
| Товарищеский матч                                                    | 5 мая 1992 15:00 (UTC+09:00)     | Республика Корея                                   | 2:1          | Австралия                                           | Место: Пхёнтхэк, Кёнгидо, Республика Корея Стадион: Городской стадион Пхёнтхэка                                        |
| Товарищеский матч                                                    | 5 мая 1992 15:00 (UTC+09:00)     | - Со Чжон Вон 84′ - Чон Джэ Квон 87′               | 2:1          | - Гибсон 28′                                        | Место: Пхёнтхэк, Кёнгидо, Республика Корея Стадион: Городской стадион Пхёнтхэка                                        |
| Товарищеский матч                                                    | 19 мая 1992 17:15 (UTC+02:00)    | Австрия                                            | 1:3          | Республика Корея                                    | Место: Зальцбург, Зальцбург, Австрия Стадион: Стадион Лехен Зрители: 12 000 Судья:                                     |
| Товарищеский матч                                                    | 19 мая 1992 17:15 (UTC+02:00)    | - Райнмайр 5′                                      | 1:3          | - Син Тхэ Ён 13′ - Чо Чон Хен 16′ - Со Чжон Вон 78′ | Место: Зальцбург, Зальцбург, Австрия Стадион: Стадион Лехен Зрители: 12 000 Судья:                                     |
| Товарищеский матч                                                    | 27 мая 1992                      | Испания                                            | 3:2          | Республика Корея                                    | Место: Валенсия, Валенсия, Испания Стадион: Месталья                                                                   |
| Товарищеский матч                                                    | 27 мая 1992                      | - Ласа 19′ - Габриэль Видаль 63′ - Перес 89′       | 3:2          | - Со Чжон Вон 25′ - На Сын Хва 80′                  | Место: Валенсия, Валенсия, Испания Стадион: Месталья                                                                   |
| Групповой этап, Футбол на летних Олимпийских играх 1992              | 26 июля 1992 21:00 (UTC+02:00)   | Марокко                                            | 1:1          | Республика Корея                                    | Место: Валенсия, Испания Стадион: Месталья Зрители: 2 000 Судья: Артуро Анхелес                                        |
| Групповой этап, Футбол на летних Олимпийских играх 1992              | 26 июля 1992 21:00 (UTC+02:00)   | - Бахджа 64′                                       | 1:1          | - Чон Джэ Квон 73′                                  | Место: Валенсия, Испания Стадион: Месталья Зрители: 2 000 Судья: Артуро Анхелес                                        |
| Групповой этап, Футбол на летних Олимпийских играх 1992              | 28 июля 1992 21:00 (UTC+02:00)   | Парагвай                                           | 0:0          | Республика Корея                                    | Место: Валенсия, Испания Стадион: Месталья Зрители: 2 000 Судья: Мохамед Сендид                                        |
| Групповой этап, Футбол на летних Олимпийских играх 1992              | 28 июля 1992 21:00 (UTC+02:00)   |                                                    | 0:0          |                                                     | Место: Валенсия, Испания Стадион: Месталья Зрители: 2 000 Судья: Мохамед Сендид                                        |
| Групповой этап, Футбол на летних Олимпийских играх 1992              | 30 июля 1992 21:00 (UTC+02:00)   | Швеция                                             | 1:1          | Республика Корея                                    | Место: Барселона, Испания Стадион: Камп Ноу Зрители: 12 000 Судья: Мануэль Диас Вега                                   |
| Групповой этап, Футбол на летних Олимпийских играх 1992              | 30 июля 1992 21:00 (UTC+02:00)   | - Джонни Редлунд 52′                               | 1:1          | - Со Чжон Вон 28′                                   | Место: Барселона, Испания Стадион: Камп Ноу Зрители: 12 000 Судья: Мануэль Диас Вега                                   |

## 1994 год
| Соревнование      | Дата и время матча                | Сборная 1 (Голы)                       | Счёт (Отчёт) | Сборная 2 (Голы)      | Примечания                                                                                                   |
| ----------------- | --------------------------------- | -------------------------------------- | ------------ | --------------------- | --- |
| Товарищеский матч | 27 ноября 1994 15:00 (UTC+09:00)  | Республика Корея                       | 3:0          | Россия                | Место: Чханвон, Кёнсан-Намдо, Республика Корея Стадион: Чханвон (стадион) Зрители: 13 750 Судья: Кан Бён Хо  |
| Товарищеский матч | 27 ноября 1994 15:00 (UTC+09:00)  | - Ли Ву Ён 31′, 89′ - Пак Чунг Кюн 84′ | 3:0          |                       | Место: Чханвон, Кёнсан-Намдо, Республика Корея Стадион: Чханвон (стадион) Зрители: 13 750 Судья: Кан Бён Хо  |
| Товарищеский матч | 29 ноября 1994 15:00 (UTC+09:00)  | Республика Корея                       | 1:1          | Россия                | Место: Чханвон, Кёнсан-Намдо, Республика Корея Стадион: Чханвон (стадион) Зрители: 10 264 Судья: Хан Нам Сик |
| Товарищеский матч | 29 ноября 1994 15:00 (UTC+09:00)  | - Чо Хён 13′                           | 1:1          | - Харлачёв 30′ (пен.) | Место: Чханвон, Кёнсан-Намдо, Республика Корея Стадион: Чханвон (стадион) Зрители: 10 264 Судья: Хан Нам Сик |
| Товарищеский матч | 21 декабря 1994                   | Саудовская Аравия                      | 0:1          | Республика Корея      | Место: Эр-Рияд, Саудовская Аравия Стадион: Международный стадион имени Короля Фахда                          |
| Товарищеский матч | 21 декабря 1994                   | - Пак Чунг Кюн 60′                     | 0:1          |                       | Место: Эр-Рияд, Саудовская Аравия Стадион: Международный стадион имени Короля Фахда                          |
| Товарищеский матч | 24 декабря 1994 15:00 (UTC+09:00) | Саудовская Аравия                      | 0:3          | Республика Корея      | Место: Джидда, Мекка, Саудовская Аравия Стадион: Стадион имени принца Абдуллы аль-Файсала                    |
| Товарищеский матч | 24 декабря 1994 15:00 (UTC+09:00) | - Ли Ву Ён 11′, 33′ - Ён Джун Хван 22′ | 0:3          |                       | Место: Джидда, Мекка, Саудовская Аравия Стадион: Стадион имени принца Абдуллы аль-Файсала                    |

## 1995 год
| Соревнование                                                     | Дата и время матча                | Сборная 1 (Голы)                                                                   | Счёт (Отчёт) | Сборная 2 (Голы)                                                            | Примечания |
| ---------------------------------------------------------------- | --------------------------------- | ---------------------------------------------------------------------------------- | ------------ | --------------------------------------------------------------------------- | --- |
| Кубок Кока-кола                                                  | 14 января 1995 16:30 (UTC+10:00)  | Республика Корея                                                                   | 1:0          | Япония                                                                      | Место: Сидней, Новый Южный Уэльс, Австралия Стадион: Сиднейский футбольный стадион Судья: Джерри Коннолли                |
| Кубок Кока-кола                                                  | 14 января 1995 16:30 (UTC+10:00)  | - Чхве Ён Су 18′                                                                   | 1:0          |                                                                             | Место: Сидней, Новый Южный Уэльс, Австралия Стадион: Сиднейский футбольный стадион Судья: Джерри Коннолли                |
| Кубок Кока-кола                                                  | 16 января 1995 19:30 (UTC+10:00)  | Австралия                                                                          | 1:1          | Республика Корея                                                            | Место: Канберра, Австралия Стадион: Канберра-стэдиум Зрители: 12 000 Судья: Джерри Коннолли                              |
| Кубок Кока-кола                                                  | 16 января 1995 19:30 (UTC+10:00)  | - Джо Спитери 70′                                                                  | 1:1          | - Пак Чунг Кюн 64′                                                          | Место: Канберра, Австралия Стадион: Канберра-стэдиум Зрители: 12 000 Судья: Джерри Коннолли                              |
| Кубок Кока-кола                                                  | 18 января 1995 17:30 (UTC+10:00)  | Дания                                                                              | 0:0          | Республика Корея                                                            | Место: Вуллонгонг, Новый Южный Уэльс, Австралия Стадион: Брэндон Парк Зрители: 10 000 Судья: Джон Фрейзер (рефери)       |
| Кубок Кока-кола                                                  | 18 января 1995 17:30 (UTC+10:00)  |                                                                                    | 0:0          |                                                                             | Место: Вуллонгонг, Новый Южный Уэльс, Австралия Стадион: Брэндон Парк Зрители: 10 000 Судья: Джон Фрейзер (рефери)       |
| Кубок Кока-кола                                                  | 21 января 1995 18:30 (UTC+10:00)  | Дания                                                                              | 2:1          | Республика Корея                                                            | Место: Сидней, Новый Южный Уэльс, Австралия Стадион: Сиднейский футбольный стадион Судья: Юджин Браззале                 |
| Кубок Кока-кола                                                  | 21 января 1995 18:30 (UTC+10:00)  | - Пер Нильсен 20′ - Петер Соренсен 83′                                             | 2:1          | - У Сон Ён 49′                                                              | Место: Сидней, Новый Южный Уэльс, Австралия Стадион: Сиднейский футбольный стадион Судья: Юджин Браззале                 |
| Товарищеский матч                                                | 8 марта 1995                      | Швейцария                                                                          | 1:2          | Республика Корея                                                            | Место: Цюрих, Швейцария Стадион: Стадион Лугано                                                                          |
| Товарищеский матч                                                | 8 марта 1995                      | - Жан-Пьер Ла Плака 20′                                                            | 1:2          | - Чо Чон Хва 64′ - Ли Ки Хён 75′                                            | Место: Цюрих, Швейцария Стадион: Стадион Лугано                                                                          |
| Товарищеский матч                                                | 22 марта 1995 15:00 (UTC+01:00)   | Тунис                                                                              | 1:5          | Республика Корея                                                            | Место: Тунис, Тунис Стадион: Олимпик Эль-Менза                                                                           |
| Товарищеский матч                                                | 22 марта 1995 15:00 (UTC+01:00)   | - ??? 72′                                                                          | 1:5          | - Ли Ву Ён 21′ - Ли Кён Су 25′ - У Сон Ён 44′ - Чо Хён 56′ - О Гван Хун 68′ | Место: Тунис, Тунис Стадион: Олимпик Эль-Менза                                                                           |
| Товарищеский матч                                                | 14 мая 1995 14:00 (UTC+09:00)     | Республика Корея                                                                   | 0:0          | Гана                                                                        | Место: Сеул, Республика Корея Стадион: Олимпийский стадион Зрители: 38 755 Судья: Ан Бон Ки                              |
| Товарищеский матч                                                | 14 мая 1995 14:00 (UTC+09:00)     |                                                                                    | 0:0          |                                                                             | Место: Сеул, Республика Корея Стадион: Олимпийский стадион Зрители: 38 755 Судья: Ан Бон Ки                              |
| Товарищеский матч                                                | 16 мая 1995 19:30 (UTC+09:00)     | Республика Корея                                                                   | 3:0          | Гана                                                                        | Место: Сувон, Республика Корея Стадион: Спортивный комплекс Сувон Зрители: 32 150 Судья: Хан Нам Сик                     |
| Товарищеский матч                                                | 16 мая 1995 19:30 (UTC+09:00)     | - Чо Хён Ду 9′ - Ён Джун Хван 66′ - Ким Дэ Уй 90′                                  | 3:0          |                                                                             | Место: Сувон, Республика Корея Стадион: Спортивный комплекс Сувон Зрители: 32 150 Судья: Хан Нам Сик                     |
| Первый раунд, Олимпийский отборочный турнир Азии по футболу 1996 | 21 мая 1995                       | Гонконг                                                                            | 0:5          | Республика Корея                                                            | Место: Гонконг Стадион: Вонкок (стадион) Зрители: 3 000 Судья: Руссами Джиндамай                                         |
| Первый раунд, Олимпийский отборочный турнир Азии по футболу 1996 | 21 мая 1995                       | - У Сон Ён 7′ - Чхве Ён Су 16′, 44′ (пен.) - Ли Ки Хён 48′ - Ён Джун Хван 68′      | 0:5          |                                                                             | Место: Гонконг Стадион: Вонкок (стадион) Зрители: 3 000 Судья: Руссами Джиндамай                                         |
| Первый раунд, Олимпийский отборочный турнир Азии по футболу 1996 | 25 мая 1995                       | Индонезия                                                                          | 1:2          | Республика Корея                                                            | Место: Джакарта, Индонезия Стадион: Гелора Бунг Карно Зрители: 104 000 Судья: Субраманиам Натан                          |
| Первый раунд, Олимпийский отборочный турнир Азии по футболу 1996 | 25 мая 1995                       | - Индриянто Нугрохо 48′                                                            | 1:2          | - Чхве Ён Су 42′, 50′                                                       | Место: Джакарта, Индонезия Стадион: Гелора Бунг Карно Зрители: 104 000 Судья: Субраманиам Натан                          |
| Турнир в Тулоне 1995                                             | 5 июня 1995 17:00 (UTC+02:00)     | Франция                                                                            | 1:0          | Республика Корея                                                            | Место: Бер, Франция Стадион: Городской стадион Берре Зрители: 1 000 Судья: Дермот Галлахер                               |
| Турнир в Тулоне 1995                                             | 5 июня 1995 17:00 (UTC+02:00)     | - Хистиллоулс 69′                                                                  | 1:0          |                                                                             | Место: Бер, Франция Стадион: Городской стадион Берре Зрители: 1 000 Судья: Дермот Галлахер                               |
| Турнир в Тулоне 1995                                             | 7 июня 1995 18:00 (UTC+02:00)     | Мексика                                                                            | 1:0          | Республика Корея                                                            | Место: Арль, Прованс — Альпы — Лазурный Берег, Франция Стадион: Стадион Фернана Фурнье Судья: Ник Ахмад Яакуб            |
| Турнир в Тулоне 1995                                             | 7 июня 1995 18:00 (UTC+02:00)     | - Адао Мартинес 23′                                                                | 1:0          |                                                                             | Место: Арль, Прованс — Альпы — Лазурный Берег, Франция Стадион: Стадион Фернана Фурнье Судья: Ник Ахмад Яакуб            |
| Турнир в Тулоне 1995                                             | 9 июня 1995 18:00 (UTC+08:00)     | Шотландия                                                                          | 1:0          | Республика Корея                                                            | Место: Сис-Фур-ле-Плаж, Прованс — Альпы — Лазурный Берег, Франция Стадион: Прескиль-дю-Гау Судья: М. Фернандес           |
| Турнир в Тулоне 1995                                             | 9 июня 1995 18:00 (UTC+08:00)     | - Дейлли 81′                                                                       | 1:0          |                                                                             | Место: Сис-Фур-ле-Плаж, Прованс — Альпы — Лазурный Берег, Франция Стадион: Прескиль-дю-Гау Судья: М. Фернандес           |
| Групповой этап, Турнир Мердека 1995                              | 17 июля 1995 19:00 (UTC+08:00)    | Малайзия                                                                           | 2:1          | Республика Корея                                                            | Место: Куала-Лумпур, Малайзия Стадион: Мердека Зрители: 15 000 Судья: Джамал аш-Шариф                                    |
| Групповой этап, Турнир Мердека 1995                              | 17 июля 1995 19:00 (UTC+08:00)    | - Ануар Абу Бакар 21′ - Лью Кимту 27′ (пен.)                                       | 2:1          | - Ли Ву Ён 12′                                                              | Место: Куала-Лумпур, Малайзия Стадион: Мердека Зрители: 15 000 Судья: Джамал аш-Шариф                                    |
| Групповой этап, Турнир Мердека 1995                              | 21 июля 1995                      | Ирак                                                                               | 2:2          | Республика Корея                                                            | Место: Куала-Лумпур, Малайзия Стадион: Мердека Зрители: 10 000 Судья: Сукавит Ю-Сабай                                    |
| Групповой этап, Турнир Мердека 1995                              | 21 июля 1995                      | - Аббас Обейд 61′ - Садик Саадун 63′                                               | 2:2          | - Ли Ву Ён 35′, 50′                                                         | Место: Куала-Лумпур, Малайзия Стадион: Мердека Зрители: 10 000 Судья: Сукавит Ю-Сабай                                    |
| Первый раунд, Олимпийский отборочный турнир Азии по футболу 1996 | 19 августа 1995                   | Республика Корея                                                                   | 7:0          | Гонконг                                                                     | Место: Кванджу, Хонам, Республика Корея Стадион: Кванджу Мудын Зрители: 7 238 Судья: Синъитиро Обата                     |
| Первый раунд, Олимпийский отборочный турнир Азии по футболу 1996 | 19 августа 1995                   | - Пак Чунг Кюн 7′ - Чо Хён Ду 30′ - Чхве Ён Су 34′, 61′, 69′, 78′ - Ли Вон Шик 82′ | 7:0          |                                                                             | Место: Кванджу, Хонам, Республика Корея Стадион: Кванджу Мудын Зрители: 7 238 Судья: Синъитиро Обата                     |
| Первый раунд, Олимпийский отборочный турнир Азии по футболу 1996 | 22 августа 1995                   | Республика Корея                                                                   | 1:0          | Индонезия                                                                   | Место: Сеул, Республика Корея Стадион: Тондэмун Зрители: 21 438 Судья: Чуан Чин Фань                                     |
| Первый раунд, Олимпийский отборочный турнир Азии по футболу 1996 | 22 августа 1995                   | - Чо Хён Ду 41′                                                                    | 1:0          |                                                                             | Место: Сеул, Республика Корея Стадион: Тондэмун Зрители: 21 438 Судья: Чуан Чин Фань                                     |
| Товарищеский матч                                                | 6 октября 1995 18:00 (UTC+09:00)  | Республика Корея                                                                   | 2:1          | Мексика                                                                     | Место: Сувон, Кёнгидо, Республика Корея Стадион: Спортивный комплекс Сувон Зрители: 9 231 Судья: Хан Нам Сик             |
| Товарищеский матч                                                | 6 октября 1995 18:00 (UTC+09:00)  | - Ли Ки Хён 35′ - Чхве Ён Су 64′                                                   | 2:1          | - Марко Капетильо 29′                                                       | Место: Сувон, Кёнгидо, Республика Корея Стадион: Спортивный комплекс Сувон Зрители: 9 231 Судья: Хан Нам Сик             |
| Товарищеский матч                                                | 8 октября 1995 15:00 (UTC+09:00)  | Республика Корея                                                                   | 1:1          | Мексика                                                                     | Место: Чханвон, Кёнсан-Намдо, Республика Корея Стадион: Чханвон (стадион) Зрители: 27 153 Судья: Ли Санг Квон            |
| Товарищеский матч                                                | 8 октября 1995 15:00 (UTC+09:00)  | - Чо Хён Ду 24′                                                                    | 1:1          | - Паленсия 80′                                                              | Место: Чханвон, Кёнсан-Намдо, Республика Корея Стадион: Чханвон (стадион) Зрители: 27 153 Судья: Ли Санг Квон            |
| Товарищеский матч                                                | 13 октября 1995 18:30 (UTC+09:00) | Республика Корея                                                                   | 0:0          | Тринидад и Тобаго                                                           | Место: Ульсан, Йоннам, Республика Корея Стадион: Общественный стадион Ульсана Зрители: 12 483 Судья: Ким Ён Чжу (рефери) |
| Товарищеский матч                                                | 13 октября 1995 18:30 (UTC+09:00) |                                                                                    | 0:0          |                                                                             | Место: Ульсан, Йоннам, Республика Корея Стадион: Общественный стадион Ульсана Зрители: 12 483 Судья: Ким Ён Чжу (рефери) |
| Товарищеский матч                                                | 15 октября 1995 15:00 (UTC+09:00) | Республика Корея                                                                   | 2:0          | Тринидад и Тобаго                                                           | Место: Пхохан, Кёнсан-Пукто, Республика Корея Стадион: Спортивный комплекс Пхохан Зрители: 3 125 Судья: Ан Бон Ки        |
| Товарищеский матч                                                | 15 октября 1995 15:00 (UTC+09:00) | - Ли Ки Хён 42′ - Ким Дэ Ю 54′                                                     | 2:0          |                                                                             | Место: Пхохан, Кёнсан-Пукто, Республика Корея Стадион: Спортивный комплекс Пхохан Зрители: 3 125 Судья: Ан Бон Ки        |
| Товарищеский матч                                                | 4 ноября 1995 15:00 (UTC+01:00)   | Норвегия                                                                           | 0:0          | Республика Корея                                                            | Место: Порсгрунн, Телемарк, Норвегия Стадион: Порс Зрители: 350 Судья: Торе Холлунг                                      |
| Товарищеский матч                                                | 4 ноября 1995 15:00 (UTC+01:00)   |                                                                                    | 0:0          |                                                                             | Место: Порсгрунн, Телемарк, Норвегия Стадион: Порс Зрители: 350 Судья: Торе Холлунг                                      |
| Товарищеский матч                                                | 7 ноября 1995 19:00 (UTC+01:00)   | Швеция                                                                             | 3:0          | Республика Корея                                                            | Место: Кальмар, Кальмар, Швеция Стадион: Стадион Фредериксканс Зрители: 1 460 Судья: Йорн Вест Ларсен                    |
| Товарищеский матч                                                | 7 ноября 1995 19:00 (UTC+01:00)   | - Джеспер Юнг 42′ - Патрик Олссон 71′ - Блумквист 83′                              | 3:0          |                                                                             | Место: Кальмар, Кальмар, Швеция Стадион: Стадион Фредериксканс Зрители: 1 460 Судья: Йорн Вест Ларсен                    |
| Товарищеский матч                                                | 23 ноября 1995 18:30 (UTC+09:00)  | Республика Корея                                                                   | 0:1          | Россия                                                                      | Место: Сувон, Кёнгидо, Республика Корея Стадион: Спортивный комплекс Сувон Зрители: 9 021 Судья: Ли Санг Квон            |
| Товарищеский матч                                                | 23 ноября 1995 18:30 (UTC+09:00)  | - Семак 29′                                                                        | 0:1          |                                                                             | Место: Сувон, Кёнгидо, Республика Корея Стадион: Спортивный комплекс Сувон Зрители: 9 021 Судья: Ли Санг Квон            |
| Товарищеский матч                                                | 25 ноября 1995 14:00 (UTC+09:00)  | Республика Корея                                                                   | 2:1          | Россия                                                                      | Место: Сувон, Кёнгидо, Республика Корея Стадион: Спортивный комплекс Сувон Зрители: 12 361 Судья: Ким Ён Чжу (рефери)    |
| Товарищеский матч                                                | 25 ноября 1995 14:00 (UTC+09:00)  | - Ли Сан Хун 28′ - Чхве Ён Су 70′ (пен.)                                           | 2:1          | - Орещук 32′                                                                | Место: Сувон, Кёнгидо, Республика Корея Стадион: Спортивный комплекс Сувон Зрители: 12 361 Судья: Ким Ён Чжу (рефери)    |

## 1996 год
| Соревнование                                                     | Дата и время матча                | Сборная 1 (Голы)                    | Счёт (Отчёт) | Сборная 2 (Голы)                               | Примечания |
| ---------------------------------------------------------------- | --------------------------------- | ----------------------------------- | ------------ | ---------------------------------------------- | --- |
| Турнир Кам                                                       | 9 февраля 1996 19:00 (UTC-08:00)  | Республика Корея                    | 1:3          | Дания                                          | Место: Монтерей Парк, Калифорния, США Стадион: Вайнгарт (стадион) Судья: Артуро Анхелес                       |
| Турнир Кам                                                       | 9 февраля 1996 19:00 (UTC-08:00)  | - Чхве Ён Су 82′                    | 1:3          | - Йоргенсен 30′ (пен.) - Лайн 45′ - Йенсен 61′ | Место: Монтерей Парк, Калифорния, США Стадион: Вайнгарт (стадион) Судья: Артуро Анхелес                       |
| Турнир Кам                                                       | 11 февраля 1996 20:30 (UTC-08:00) | США                                 | 0:0          | Республика Корея                               | Место: Монтерей Парк, Калифорния, США Стадион: Вайнгарт (стадион)                                             |
| Турнир Кам                                                       | 11 февраля 1996 20:30 (UTC-08:00) |                                     | 0:0          |                                                | Место: Монтерей Парк, Калифорния, США Стадион: Вайнгарт (стадион)                                             |
| Турнир Кам                                                       | 14 февраля 1996 21:00 (UTC-08:00) | Республика Корея                    | 1:1          | Мексика                                        | Место: Санта-Ана, Калифорния, США Стадион: Санта-Ана Боул Судья: Артуро Анхелес                               |
| Турнир Кам                                                       | 14 февраля 1996 21:00 (UTC-08:00) | - Чхве Ён Су 89′                    | 1:1          | - Оскар Перес 90′                              | Место: Санта-Ана, Калифорния, США Стадион: Санта-Ана Боул Судья: Артуро Анхелес                               |
| Турнир Кам                                                       | 18 февраля 1996 20:00 (UTC-08:00) | Республика Корея                    | 2:2          | Канада                                         | Место: Сан-Хосе, Калифорния, США Стадион: Стадион Полицейской Атлетической лиги                               |
| Турнир Кам                                                       | 18 февраля 1996 20:00 (UTC-08:00) | - Чхве Ён Су 58′, 77′               | 2:2          | - Найл Томпсон 1′ (пен.), 16′                  | Место: Сан-Хосе, Калифорния, США Стадион: Стадион Полицейской Атлетической лиги                               |
| Второй раунд, Олимпийский отборочный турнир Азии по футболу 1996 | 17 марта 1996                     | Республика Корея                    | 1:1          | Саудовская Аравия                              | Место: Шах-Алам, Селангор, Малайзия Стадион: Стадион Шах Алам Зрители: 35 000 Судья: Сиди Бекай Магасса       |
| Второй раунд, Олимпийский отборочный турнир Азии по футболу 1996 | 17 марта 1996                     | - Ён Джун Хван 21′                  | 1:1          | - Ад-Дусари 39′                                | Место: Шах-Алам, Селангор, Малайзия Стадион: Стадион Шах Алам Зрители: 35 000 Судья: Сиди Бекай Магасса       |
| Второй раунд, Олимпийский отборочный турнир Азии по футболу 1996 | 19 марта 1996 20:00 (UTC+08:00)   | Казахстан                           | 1:2          | Республика Корея                               | Место: Шах-Алам, Селангор, Малайзия Стадион: Стадион Шах Алам Зрители: 30 000 Судья: Джамаль Аш-Шариф         |
| Второй раунд, Олимпийский отборочный турнир Азии по футболу 1996 | 19 марта 1996 20:00 (UTC+08:00)   | - Ли Ки Хён 59′ - У Сон Ён 88′      | 1:2          | - Гроховский 2′                                | Место: Шах-Алам, Селангор, Малайзия Стадион: Стадион Шах Алам Зрители: 30 000 Судья: Джамаль Аш-Шариф         |
| Второй раунд, Олимпийский отборочный турнир Азии по футболу 1996 | 21 марта 1996 21:00 (UTC+08:00)   | Китай                               | 0:3          | Республика Корея                               | Место: Шах-Алам, Селангор, Малайзия Стадион: Стадион Шах Алам Зрители: 20 000 Судья: Саид Белькола            |
| Второй раунд, Олимпийский отборочный турнир Азии по футболу 1996 | 21 марта 1996 21:00 (UTC+08:00)   | - Ли Ки Хён 35′ - Ли Ву Ён 57′, 67′ | 0:3          |                                                | Место: Шах-Алам, Селангор, Малайзия Стадион: Стадион Шах Алам Зрители: 20 000 Судья: Саид Белькола            |
| Полуфинал, Олимпийский отборочный турнир Азии по футболу 1996    | 24 марта 1996 22:15 (UTC+08:00)   | Республика Корея                    | 2:1          | Ирак                                           | Место: Шах-Алам, Селангор, Малайзия Стадион: Стадион Шах Алам Зрители: 30 000 Судья: Пиром Ун-Прасерт         |
| Полуфинал, Олимпийский отборочный турнир Азии по футболу 1996    | 24 марта 1996 22:15 (UTC+08:00)   | - Чхве Ён Су 19′, 30′               | 2:1          | - Эссам Хамад 89′                              | Место: Шах-Алам, Селангор, Малайзия Стадион: Стадион Шах Алам Зрители: 30 000 Судья: Пиром Ун-Прасерт         |
| Финал, Олимпийский отборочный турнир Азии по футболу 1996        | 27 марта 1996 22:15 (UTC+08:00)   | Республика Корея                    | 2:1          | Япония                                         | Место: Шах-Алам, Селангор, Малайзия Стадион: Стадион Шах Алам Зрители: 50 000 Судья: Джамаль Аш-Шариф         |
| Финал, Олимпийский отборочный турнир Азии по футболу 1996        | 27 марта 1996 22:15 (UTC+08:00)   | - Дзё 80′                           | 2:1          | - Ли Сан Хун 79′ - Чхве Ён Су 82′ (пен.)       | Место: Шах-Алам, Селангор, Малайзия Стадион: Стадион Шах Алам Зрители: 50 000 Судья: Джамаль Аш-Шариф         |
| Товарищеский матч                                                | 6 июля 1996 17:00 (UTC+9:00)      | Республика Корея                    | 1:2          | Колумбия                                       | Место: Чханвон, Кёнсан-Намдо, Республика Корея Стадион: Чханвон (стадион) Зрители: 8 120 Судья: Ким Гван Тхэк |
| Товарищеский матч                                                | 6 июля 1996 17:00 (UTC+9:00)      | - Ли Вон Шик 86′                    | 1:2          | - Галло 38′, 63′                               | Место: Чханвон, Кёнсан-Намдо, Республика Корея Стадион: Чханвон (стадион) Зрители: 8 120 Судья: Ким Гван Тхэк |
| Товарищеский матч                                                | 9 июля 1996 19:00 (UTC+9:00)      | Республика Корея                    | 1:1          | Колумбия                                       | Место: Тэджон, Чхунчхон-Намдо, Республика Корея Стадион: Тэджон Ханбат Зрители: 30 125 Судья: Ан Бон Ки       |
| Товарищеский матч                                                | 9 июля 1996 19:00 (UTC+9:00)      | - Ха Сок Чу 27′                     | 1:1          | - Галло 29′                                    | Место: Тэджон, Чхунчхон-Намдо, Республика Корея Стадион: Тэджон Ханбат Зрители: 30 125 Судья: Ан Бон Ки       |
| Групповой этап, Футбол на летних Олимпийских играх 1996          | 21 июля 1996 12:00 (UTC-04:00)    | Республика Корея                    | 1:0          | Гана                                           | Место: Вашингтон, США Стадион: Роберт Ф. Кеннеди Мемориэл Стэдиум Зрители: 45 946 Судья: Эдди Ленни           |
| Групповой этап, Футбол на летних Олимпийских играх 1996          | 21 июля 1996 12:00 (UTC-04:00)    | - Джонни Редлунд 52′ (пен.)         | 1:0          |                                                | Место: Вашингтон, США Стадион: Роберт Ф. Кеннеди Мемориэл Стэдиум Зрители: 45 946 Судья: Эдди Ленни           |
| Групповой этап, Футбол на летних Олимпийских играх 1996          | 23 июля 1996 20:00 (UTC-05:00)    | Мексика                             | 0:0          | Республика Корея                               | Место: Бирмингем, Алабама, США Стадион: Леджион Филд Зрители: 26 111 Судья: Люсьен Бушардо                    |
| Групповой этап, Футбол на летних Олимпийских играх 1996          | 23 июля 1996 20:00 (UTC-05:00)    |                                     | 0:0          |                                                | Место: Бирмингем, Алабама, США Стадион: Леджион Филд Зрители: 26 111 Судья: Люсьен Бушардо                    |
| Групповой этап, Футбол на летних Олимпийских играх 1996          | 25 июля 1996 21:00 (UTC-05:00)    | Италия                              | 2:1          | Республика Корея                               | Место: Бирмингем, Алабама, США Стадион: Леджион Филд Зрители: 28 319 Судья: Роберт Рубен Рушио                |
| Групповой этап, Футбол на летних Олимпийских играх 1996          | 25 июля 1996 21:00 (UTC-05:00)    | - Бранка 24′, 82′                   | 2:1          | - Ли Ки Хён 62′                                | Место: Бирмингем, Алабама, США Стадион: Леджион Филд Зрители: 28 319 Судья: Роберт Рубен Рушио                |

## 1999 год
| Соревнование                                                     | Дата и время матча                | Сборная 1 (Голы) | Счёт (Отчёт)   | Сборная 2 (Голы)                                                           | Примечания |
| ---------------------------------------------------------------- | --------------------------------- | --- | -------------- | -------------------------------------------------------------------------- | --- |
| Товарищеский матч                                                | 15 января 1999 19:30 (UTC+10:00)  | Австралия | 0:1            | Республика Корея                                                           | Место: Морвелл, Виктория, Австралия Стадион: Стадион Фредериксканс Судья: Джон Коннолли                       |
| Товарищеский матч                                                | 15 января 1999 19:30 (UTC+10:00)  | - Ли Кван Ву 17′ | 0:1            |                                                                            | Место: Морвелл, Виктория, Австралия Стадион: Стадион Фредериксканс Судья: Джон Коннолли                       |
| Товарищеский матч                                                | 22 января 1999 19:30 (UTC+10:00)  | Австралия | 0:2            | Республика Корея                                                           | Место: Мельбурн, Виктория, Австралия Стадион: Лейксайд Стадион Зрители: 4 000 Судья: Шилд                     |
| Товарищеский матч                                                | 22 января 1999 19:30 (UTC+10:00)  | - Соль Ги Хён 25′ - Себастьян Синозич 89′ (авт.)                                                                       | 0:2            |                                                                            | Место: Мельбурн, Виктория, Австралия Стадион: Лейксайд Стадион Зрители: 4 000 Судья: Шилд                     |
| Групповой этап, Кубок Данхилла 1999                              | 30 января 1999 19:45 (UTC+7:00)   | Республика Корея | 2:1            | Китай                                                                      | Место: Хошимин, Вьетнам Стадион: Стадион воссоединения Зрители: 5 000 Судья: Джерри Андрес                    |
| Групповой этап, Кубок Данхилла 1999                              | 30 января 1999 19:45 (UTC+7:00)   | - Ли Дон Гук 24′, 52′                                                                                                  | 2:1            | - Чжан Юнин 63′                                                            | Место: Хошимин, Вьетнам Стадион: Стадион воссоединения Зрители: 5 000 Судья: Джерри Андрес                    |
| Групповой этап, Кубок Данхилла 1999                              | 1 февраля 1999 17:00 (UTC+7:00)   | Республика Корея | 3:0            | Малайзия                                                                   | Место: Хошимин, Вьетнам Стадион: Стадион воссоединения Зрители: 400 Судья: Нгуен Ван Муи                      |
| Групповой этап, Кубок Данхилла 1999                              | 1 февраля 1999 17:00 (UTC+7:00)   | - Ким До Кюн 24′ - Ли Дон Гук 38′ - Чой Чул Ву 88′                                                                     | 3:0            |                                                                            | Место: Хошимин, Вьетнам Стадион: Стадион воссоединения Зрители: 400 Судья: Нгуен Ван Муи                      |
| Групповой этап, Кубок Данхилла 1999                              | 3 февраля 1999 17:00 (UTC+7:00)   | Республика Корея | 5:1            | Болгария                                                                   | Место: Хошимин, Вьетнам Стадион: Стадион воссоединения Зрители: 400 Судья: Луонг Те Тай                       |
| Групповой этап, Кубок Данхилла 1999                              | 3 февраля 1999 17:00 (UTC+7:00)   | - Ким Дон Сон 1′, 70′ - Син Бён Хо 52′, 79′ - Ли Кван Ву 61′ (пен.)                                                    | 5:1            | - Красимир Чомаков 8′ (пен.)                                               | Место: Хошимин, Вьетнам Стадион: Стадион воссоединения Зрители: 400 Судья: Луонг Те Тай                       |
| Полуфинал, Кубок Данхилла 1999                                   | 5 февраля 1999 19:45 (UTC+7:00)   | Республика Корея | 2:0            | Иран                                                                       | Место: Хошимин, Вьетнам Стадион: Стадион воссоединения Судья: Джерри Андрес                                   |
| Полуфинал, Кубок Данхилла 1999                                   | 5 февраля 1999 19:45 (UTC+7:00)   | - Соль Ги Хён 46′ - Ли Дон Гук 54′                                                                                     | 2:0            |                                                                            | Место: Хошимин, Вьетнам Стадион: Стадион воссоединения Судья: Джерри Андрес                                   |
| Финал, Кубок Данхилла 1999                                       | 7 февраля 1999 17:30 (UTC+7:00)   | Республика Корея | 1:0 (доп. вр.) | Китай                                                                      | Место: Хошимин, Вьетнам Стадион: Стадион воссоединения Судья: Тору Камикава                                   |
| Финал, Кубок Данхилла 1999                                       | 7 февраля 1999 17:30 (UTC+7:00)   | - Чой Чул Ву 91′ | 1:0 (доп. вр.) |                                                                            | Место: Хошимин, Вьетнам Стадион: Стадион воссоединения Судья: Тору Камикава                                   |
| Первый раунд, Олимпийский отборочный турнир Азии по футболу 2000 | 25 мая 1999 19:00 (UTC+9:00)      | Республика Корея | 5:0            | Шри-Ланка                                                                  | Место: Сеул, Республика Корея Стадион: Тондэмун Зрители: 10 000 Судья: Дмитрий Роман                          |
| Первый раунд, Олимпийский отборочный турнир Азии по футболу 2000 | 25 мая 1999 19:00 (UTC+9:00)      | - Ким Нам Иль 3′ - Ли Дон Гук 20′, 44′, 49′ - Ли Ён Пхё 48′                                                            | 5:0            |                                                                            | Место: Сеул, Республика Корея Стадион: Тондэмун Зрители: 10 000 Судья: Дмитрий Роман                          |
| Первый раунд, Олимпийский отборочный турнир Азии по футболу 2000 | 27 мая 1999 19:00 (UTC+9:00)      | Республика Корея | 7:0            | Китайский Тайбэй                                                           | Место: Сеул, Республика Корея Стадион: Тондэмун Зрители: 11 000 Судья: Ранджит Каб                            |
| Первый раунд, Олимпийский отборочный турнир Азии по футболу 2000 | 27 мая 1999 19:00 (UTC+9:00)      | - Пак Джин Соп 14′ - Ан Хё Ён 18′ - Ли Ён Пхё 23′ - Чой Чул Ву 26′ - Пак Дон Хёк 34′ - Соль Ги Хён 58′ - Чон У Кын 88′ | 7:0            |                                                                            | Место: Сеул, Республика Корея Стадион: Тондэмун Зрители: 11 000 Судья: Ранджит Каб                            |
| Первый раунд, Олимпийский отборочный турнир Азии по футболу 2000 | 29 мая 1999 19:00 (UTC+9:00)      | Республика Корея | 7:0            | Индонезия                                                                  | Место: Сеул, Республика Корея Стадион: Олимпийский стадион Зрители: 26 500 Судья: Сунь Баоцзе                 |
| Первый раунд, Олимпийский отборочный турнир Азии по футболу 2000 | 29 мая 1999 19:00 (UTC+9:00)      | - Ли Дон Гук 1′, 35′, 40′ - Пак Джин Соп 23′ - Ан Хё Ён 69′, 76′ - Ли Кван Ву 72′                                      | 7:0            |                                                                            | Место: Сеул, Республика Корея Стадион: Олимпийский стадион Зрители: 26 500 Судья: Сунь Баоцзе                 |
| Товарищеский матч                                                | 6 августа 1999 18:00 (UTC+2:00)   | Республика Корея | 0:0            | Катар                                                                      | Место: Апелдорн, Гелдерланд, Нидерланды Стадион: Спортпарк Берг и Бос Зрители: 120 Судья: Сунь Баоцзе         |
| Товарищеский матч                                                | 6 августа 1999 18:00 (UTC+2:00)   | | 0:0            |                                                                            | Место: Апелдорн, Гелдерланд, Нидерланды Стадион: Спортпарк Берг и Бос Зрители: 120 Судья: Сунь Баоцзе         |
| Товарищеский матч                                                | 14 августа 1999 18:00 (UTC+3:00)  | Эстония | 1:5            | Республика Корея                                                           | Место: Таллин, Эстония Стадион: Кадриорг Зрители: 120 Судья: Маркус Коттер                                    |
| Товарищеский матч                                                | 14 августа 1999 18:00 (UTC+3:00)  | - Рооба 90′ | 1:5            | - Пак Джэ Хон 9′, 32′ - Чой Чул Ву 60′ - Ко Мин Ки 73′ - Пак Дон Хёк 90+3′ | Место: Таллин, Эстония Стадион: Кадриорг Зрители: 120 Судья: Маркус Коттер                                    |
| Товарищеский матч                                                | 18 августа 1999 16:30 (UTC+2:00)  | Чехия | 1:4            | Республика Корея                                                           | Место: Простеёв, Оломоуцкий край, Чехия Стадион: Простеёв Зрители: 1 200 Судья: Ладислав Гадоши               |
| Товарищеский матч                                                | 18 августа 1999 16:30 (UTC+2:00)  | - Томаш Дошек 58′ | 1:4            | - Пак Джин Соп 13′ - Пак Чи Сон 79′ - Ан Хё Ён 89′ - На Хи Кын 90′         | Место: Простеёв, Оломоуцкий край, Чехия Стадион: Простеёв Зрители: 1 200 Судья: Ладислав Гадоши               |
| Товарищеский матч                                                | 7 сентября 1999 19:00 (UTC+9:00)  | Япония | 4:1            | Республика Корея                                                           | Место: Токио, Япония Стадион: Национальный стадион Ёёги Зрители: 44 506 Судья: Ник Ахмад Якуб                 |
| Товарищеский матч                                                | 7 сентября 1999 19:00 (UTC+9:00)  | - Кэндзи Фукуда 22′ - Хирасэ 28′, 56′ - Эндо 60′                                                                       | 4:1            | - Чой Чул Ву 90+1′                                                         | Место: Токио, Япония Стадион: Национальный стадион Ёёги Зрители: 44 506 Судья: Ник Ахмад Якуб                 |
| Товарищеский матч                                                | 27 сентября 1999 19:00 (UTC+9:00) | Республика Корея | 0:1            | Япония                                                                     | Место: Сеул, Республика Корея Стадион: Олимпийский стадион Зрители: 42 000 Судья: Лу Цзюнь                    |
| Товарищеский матч                                                | 27 сентября 1999 19:00 (UTC+9:00) | - Пак Дон Хёк 81′ (авт.)                                                                                               | 0:1            |                                                                            | Место: Сеул, Республика Корея Стадион: Олимпийский стадион Зрители: 42 000 Судья: Лу Цзюнь                    |
| Первый раунд, Олимпийский отборочный турнир Азии по футболу 2000 | 3 октября 1999 19:00 (UTC+9:00)   | Республика Корея | 1:0            | Китай                                                                      | Место: Сеул, Республика Корея Стадион: Олимпийский стадион Зрители: 41 500 Судья: Мохамед Назри Абдулла       |
| Первый раунд, Олимпийский отборочный турнир Азии по футболу 2000 | 3 октября 1999 19:00 (UTC+9:00)   | - Син Бён Хо 63′ | 1:0            |                                                                            | Место: Сеул, Республика Корея Стадион: Олимпийский стадион Зрители: 41 500 Судья: Мохамед Назри Абдулла       |
| Товарищеский матч                                                | 13 октября 1999 19:30 (UTC+3:00)  | Саудовская Аравия | 1:3            | Республика Корея                                                           | Место: Эр-Рияд, Саудовская Аравия Стадион: Международный стадион имени Короля Фахда Судья: Мамдух Аль Мирдаси |
| Товарищеский матч                                                | 13 октября 1999 19:30 (UTC+3:00)  | - Аш-Шайей 90+1′ | 1:3            | - Ли Кван Ву 14′ - Син Бён Хо 41′ - Пак Дон Хёк 61′ (пен.)                 | Место: Эр-Рияд, Саудовская Аравия Стадион: Международный стадион имени Короля Фахда Судья: Мамдух Аль Мирдаси |
| Первый раунд, Олимпийский отборочный турнир Азии по футболу 2000 | 17 октября 1999 17:45 (UTC+3:00)  | Бахрейн | 0:1            | Республика Корея                                                           | Место: Эр-Рифа-эш-Шарки, Бахрейн Стадион: Бахрейнский национальный стадион Зрители: 1 300 Судья: Халид Далу   |
| Первый раунд, Олимпийский отборочный турнир Азии по футболу 2000 | 17 октября 1999 17:45 (UTC+3:00)  | - Ли Дон Гук 54′ | 0:1            |                                                                            | Место: Эр-Рифа-эш-Шарки, Бахрейн Стадион: Бахрейнский национальный стадион Зрители: 1 300 Судья: Халид Далу   |
| Первый раунд, Олимпийский отборочный турнир Азии по футболу 2000 | 29 октября 1999 19:45 (UTC+8:00)  | Китай | 1:1            | Республика Корея                                                           | Место: Шанхай, Китай Стадион: Шанхайский стадион Зрители: 60 000 Судья: Али Абдулла Мандани                   |
| Первый раунд, Олимпийский отборочный турнир Азии по футболу 2000 | 29 октября 1999 19:45 (UTC+8:00)  | - Чжан Юнинг 56′ | 1:1            | - Ли Дон Гук 45+2′                                                         | Место: Шанхай, Китай Стадион: Шанхайский стадион Зрители: 60 000 Судья: Али Абдулла Мандани                   |
| Первый раунд, Олимпийский отборочный турнир Азии по футболу 2000 | 13 ноября 1999                    | Республика Корея | 2:1            | Бахрейн                                                                    | Место: Сеул, Республика Корея Стадион: Олимпийский стадион Зрители: 38 000 Судья: Руссами Джиндамай           |
| Первый раунд, Олимпийский отборочный турнир Азии по футболу 2000 | 13 ноября 1999                    | - Сайед Махмуд Джалал 8′                                                                                               | 2:1            | - Ким Ын Чжун (футболист) 52′ - Пак Джин Соп 81′                           | Место: Сеул, Республика Корея Стадион: Олимпийский стадион Зрители: 38 000 Судья: Руссами Джиндамай           |

## 2000 год
| Соревнование                                            | Дата и время матча                 | Сборная 1 (Голы)                                                          | Счёт (Отчёт) | Сборная 2 (Голы)                                                                  | Примечания |
| ------------------------------------------------------- | ---------------------------------- | ------------------------------------------------------------------------- | ------------ | --------------------------------------------------------------------------------- | --- |
| Турнир 4-х Наций 2000                                   | 9 января 2000 17:30 (UTC+09:30)    | Республика Корея                                                          | 2:0          | Египет                                                                            | Место: Аделаида, Южная Австралия, Австралия Стадион: Хайндмарш Стэдиум Зрители: 5 807 Судья: Хьюго Бретт        |
| Турнир 4-х Наций 2000                                   | 9 января 2000 17:30 (UTC+09:30)    | - Соль Ги Хён 68′ - Ли Кван Ву 88′                                        | 2:0          |                                                                                   | Место: Аделаида, Южная Австралия, Австралия Стадион: Хайндмарш Стэдиум Зрители: 5 807 Судья: Хьюго Бретт        |
| Турнир 4-х Наций 2000                                   | 12 января 2000 19:00 (UTC+09:30)   | Республика Корея                                                          | 3:0          | Нигерия                                                                           | Место: Аделаида, Южная Австралия, Австралия Стадион: Хайндмарш Стэдиум Зрители: 4 017 Судья: Марк Шилд          |
| Турнир 4-х Наций 2000                                   | 12 января 2000 19:00 (UTC+09:30)   | - Ли Дон Гук 60′ - Соль Ги Хён 68′ - Чой Чул Ву 87′                       | 3:0          |                                                                                   | Место: Аделаида, Южная Австралия, Австралия Стадион: Хайндмарш Стэдиум Зрители: 4 017 Судья: Марк Шилд          |
| Турнир 4-х Наций 2000                                   | 15 января 2000 20:00 (UTC+09:30)   | Австралия                                                                 | 0:3          | Республика Корея                                                                  | Место: Аделаида, Южная Австралия, Австралия Стадион: Хайндмарш Стэдиум Зрители: 5 945 Судья: Эдди Ленни         |
| Турнир 4-х Наций 2000                                   | 15 января 2000 20:00 (UTC+09:30)   | - Соль Ги Хён 14′ - Ли Кван Ву 42′ - Ли Дон Гук 45+2′                     | 0:3          |                                                                                   | Место: Аделаида, Южная Австралия, Австралия Стадион: Хайндмарш Стэдиум Зрители: 5 945 Судья: Эдди Ленни         |
| Товарищеский матч                                       | 21 января 2000 17:45 (UTC+12:00)   | Новая Зеландия                                                            | 1:2          | Республика Корея                                                                  | Место: Окленд, Новая Зеландия Стадион: Норт-Харбор Стэдиум Зрители: 12 000 Судья: Дерек Рагг                    |
| Товарищеский матч                                       | 21 января 2000 17:45 (UTC+12:00)   | - Брэд Скотт 42′                                                          | 1:2          | - Ан Хё Ён 47′ - Соль Ги Хён 56′                                                  | Место: Окленд, Новая Зеландия Стадион: Норт-Харбор Стэдиум Зрители: 12 000 Судья: Дерек Рагг                    |
| Товарищеский матч                                       | 23 января 2000 15:00 (UTC+12:00)   | Новая Зеландия                                                            | 2:5          | Республика Корея                                                                  | Место: Палмерстон-Норт, Новая Зеландия Стадион: Централ Энерджи Траст Ейрия Зрители: 3 000 Судья: Брюс Гримшоу  |
| Товарищеский матч                                       | 23 января 2000 15:00 (UTC+12:00)   | - Джефф Кэмпбелл 64′ - Ной Хикки 72′                                      | 2:5          | - Ким Дэ Ук 1′ - Ан Хё Ён 13′ - Ким До Кюн 61′ - Ким Сын Хён 67′ - Чой Чул Ву 78′ | Место: Палмерстон-Норт, Новая Зеландия Стадион: Централ Энерджи Траст Ейрия Зрители: 3 000 Судья: Брюс Гримшоу  |
| Товарищеский матч                                       | 29 августа 2000 17:00 (UTC+09:00)  | Республика Корея                                                          | 5:1          | Нигерия                                                                           | Место: Соннам, Кёнгидо, Республика Корея Стадион: Спортивный комплекс Соннам Зрители: 16 500 Судья: Чжан Едуань |
| Товарищеский матч                                       | 29 августа 2000 17:00 (UTC+09:00)  | - Ким До Хун 4′ - Ли Чхон Су 30′ (пен.), 41′, 70′ - Ким До Кюн 61′        | 5:1          | - Агахова 3′                                                                      | Место: Соннам, Кёнгидо, Республика Корея Стадион: Спортивный комплекс Соннам Зрители: 16 500 Судья: Чжан Едуань |
| Товарищеский матч                                       | 1 сентября 2000 17:00 (UTC+09:00)  | Республика Корея                                                          | 5:1          | Нигерия                                                                           | Место: Сеул, Республика Корея Стадион: Олимпийский стадион Зрители: 25 000 Судья: Чжу Люи                       |
| Товарищеский матч                                       | 1 сентября 2000 17:00 (UTC+09:00)  | - Пак Чи Сон 10′ - Ко Чон Су 44′, 80′ - Пак Джин Соп 50′ - Ким До Кюн 86′ | 5:1          | - Айегбени 35′ (пен.)                                                             | Место: Сеул, Республика Корея Стадион: Олимпийский стадион Зрители: 25 000 Судья: Чжу Люи                       |
| Групповой этап, Футбол на летних Олимпийских играх 2000 | 14 сентября 2000 18:30 (UTC+09:30) | Республика Корея                                                          | 0:3          | Испания                                                                           | Место: Аделаида, Южная Австралия, Австралия Стадион: Хайндмарш Стэдиум Зрители: 14 060 Судья: Фелипе Рамос      |
| Групповой этап, Футбол на летних Олимпийских играх 2000 | 14 сентября 2000 18:30 (UTC+09:30) | - Веламасан 10′ - Хосе Мари 26′ - Хави 37′                                | 0:3          |                                                                                   | Место: Аделаида, Южная Австралия, Австралия Стадион: Хайндмарш Стэдиум Зрители: 14 060 Судья: Фелипе Рамос      |
| Групповой этап, Футбол на летних Олимпийских играх 2000 | 17 сентября 2000 18:30 (UTC+09:30) | Республика Корея                                                          | 1:0          | Марокко                                                                           | Место: Аделаида, Южная Австралия, Австралия Стадион: Хайндмарш Стэдиум Зрители: 12 753 Судья: Херберт Фандель   |
| Групповой этап, Футбол на летних Олимпийских играх 2000 | 17 сентября 2000 18:30 (UTC+09:30) | - Ли Чхон Су 53′                                                          | 1:0          |                                                                                   | Место: Аделаида, Южная Австралия, Австралия Стадион: Хайндмарш Стэдиум Зрители: 12 753 Судья: Херберт Фандель   |
| Групповой этап, Футбол на летних Олимпийских играх 2000 | 20 сентября 2000 18:30 (UTC+09:30) | Республика Корея                                                          | 1:0          | Чили                                                                              | Место: Аделаида, Южная Австралия, Австралия Стадион: Хайндмарш Стэдиум Зрители: 16 309 Судья: Любош Михель      |
| Групповой этап, Футбол на летних Олимпийских играх 2000 | 20 сентября 2000 18:30 (UTC+09:30) | - Ли Дон Гук 28′                                                          | 1:0          |                                                                                   | Место: Аделаида, Южная Австралия, Австралия Стадион: Хайндмарш Стэдиум Зрители: 16 309 Судья: Любош Михель      |

## 2002 год
| Соревнование                                             | Дата и время матча                 | Сборная 1 (Голы)                                                                    | Счёт (Отчёт)       | Сборная 2 (Голы)                                                          | Примечания                                                                                          |
| -------------------------------------------------------- | ---------------------------------- | ----------------------------------------------------------------------------------- | ------------------ | ------------------------------------------------------------------------- | --------------------------------------------------------------------------------------------------- |
| Товарищеский матч                                        | 7 сентября 2002 19:00 (UTC+09:30)  | Республика Корея                                                                    | 0:0                | КНДР                                                                      | Место: Сеул, Республика Корея Стадион: Сеул уорлд кап стадиум Зрители: 63 000 Судья: Квон Йон Чхоль |
| Товарищеский матч                                        | 7 сентября 2002 19:00 (UTC+09:30)  |                                                                                     | 0:0                |                                                                           | Место: Сеул, Республика Корея Стадион: Сеул уорлд кап стадиум Зрители: 63 000 Судья: Квон Йон Чхоль |
| Товарищеский матч                                        | 20 сентября 2002 19:00 (UTC+09:30) | Республика Корея                                                                    | 1:0                | ОАЭ                                                                       | Место: Чханвон, Кёнсан-Намдо, Республика Корея Стадион: Чханвон (стадион) Судья: Пак Сан Гу         |
| Товарищеский матч                                        | 20 сентября 2002 19:00 (UTC+09:30) | - Ли Дон Гук 13′ (пен.)                                                             | 1:0                |                                                                           | Место: Чханвон, Кёнсан-Намдо, Республика Корея Стадион: Чханвон (стадион) Судья: Пак Сан Гу         |
| Товарищеский матч                                        | 23 сентября 2002 19:00 (UTC+09:30) | Республика Корея                                                                    | 2:1                | Кувейт                                                                    | Место: Пусан, Республика Корея Стадион: Пусан Кудок                                                 |
| Товарищеский матч                                        | 23 сентября 2002 19:00 (UTC+09:30) | - Ким Ын Чжун (футболист) 17′ - Ли Чхон Су 63′                                      | 2:1                | - Абдулла 42′                                                             | Место: Пусан, Республика Корея Стадион: Пусан Кудок                                                 |
| Групповой этап, Футбол на летних Азиатских играх 2002    | 27 сентября 2002 19:00 (UTC+09:30) | Республика Корея                                                                    | 4:0                | Мальдивы                                                                  | Место: Пусан, Республика Корея Стадион: Пусан Кудок                                                 |
| Групповой этап, Футбол на летних Азиатских играх 2002    | 27 сентября 2002 19:00 (UTC+09:30) | - Чхве Тхэ Ук 5′ - Асад Гани 45′ (авт.) - Ли Дон Гук 59′ - Сабах Мохамед 89′ (авт.) | 4:0                |                                                                           | Место: Пусан, Республика Корея Стадион: Пусан Кудок                                                 |
| Групповой этап, Футбол на летних Азиатских играх 2002    | 30 сентября 2002 19:00 (UTC+09:00) | Оман                                                                                | 2:5                | Республика Корея                                                          | Место: Янсан, Кёнсан-Намдо, Республика Корея Стадион: Янсан (стадион)                               |
| Групповой этап, Футбол на летних Азиатских играх 2002    | 30 сентября 2002 19:00 (UTC+09:00) | - Хашим Салех 50′ - Юсуф Шаабан 76′                                                 | 2:5                | - Чо Сон Хван 24′ - Ким Ду Хён 49′ - Ли Дон Гук 60′ - Ли Чхон Су 65′, 85′ | Место: Янсан, Кёнсан-Намдо, Республика Корея Стадион: Янсан (стадион)                               |
| Групповой этап, Футбол на летних Азиатских играх 2002    | 3 октября 2002 19:00 (UTC+09:00)   | Малайзия                                                                            | 0:4                | Республика Корея                                                          | Место: Масан, Кёнсан-Намдо, Республика Корея Стадион: Масан (стадион)                               |
| Групповой этап, Футбол на летних Азиатских играх 2002    | 3 октября 2002 19:00 (UTC+09:00)   | - Ким Ын Чжун (футболист) 20′, 72′ - Чхве Тхэ Ук 36′ - Ли Дон Гук 90′               | 0:4                |                                                                           | Место: Масан, Кёнсан-Намдо, Республика Корея Стадион: Масан (стадион)                               |
| Четвертьфинал, Футбол на летних Азиатских играх 2002     | 8 октября 2002 19:00 (UTC+09:00)   | Республика Корея                                                                    | 1:0                | Бахрейн                                                                   | Место: Ульсан, Йоннам, Республика Корея Стадион: Ульсан Мунсу                                       |
| Четвертьфинал, Футбол на летних Азиатских играх 2002     | 8 октября 2002 19:00 (UTC+09:00)   | - Ли Дон Гук 38′ (пен.)                                                             | 1:0                |                                                                           | Место: Ульсан, Йоннам, Республика Корея Стадион: Ульсан Мунсу                                       |
| Полуфинал, Футбол на летних Азиатских играх 2002         | 10 октября 2002 19:00 (UTC+09:00)  | Иран                                                                                | 0:0 (5:3 пенальти) | Республика Корея                                                          | Место: Пусан, Республика Корея Стадион: Пусан Кудок                                                 |
| Полуфинал, Футбол на летних Азиатских играх 2002         | 10 октября 2002 19:00 (UTC+09:00)  |                                                                                     | 0:0 (5:3 пенальти) |                                                                           | Место: Пусан, Республика Корея Стадион: Пусан Кудок                                                 |
| Матч за 3-е место, Футбол на летних Азиатских играх 2002 | 13 октября 2002 16:00 (UTC+09:00)  | Таиланд                                                                             | 0:3                | Республика Корея                                                          | Место: Ульсан, Йоннам, Республика Корея Стадион: Ульсан Мунсу                                       |
| Матч за 3-е место, Футбол на летних Азиатских играх 2002 | 13 октября 2002 16:00 (UTC+09:00)  | - Пак Дон Хёк 15′ - Ли Чхон Су 73′ - Чхве Тхэ Ук 74′                                | 0:3                |                                                                           | Место: Ульсан, Йоннам, Республика Корея Стадион: Ульсан Мунсу                                       |

## 2003 год
| Соревнование                                                     | Дата и время матча                 | Сборная 1 (Голы)                                                       | Счёт (Отчёт) | Сборная 2 (Голы)  | Примечания                                                                                                 |
| ---------------------------------------------------------------- | ---------------------------------- | ---------------------------------------------------------------------- | ------------ | ----------------- | --- |
| Турнир 4-х Наций 2003                                            | 3 февраля 2003 16:00 (UTC+02:00)   | Республика Корея                                                       | 2:0          | Лесото            | Место: Йоханнесбург, Гаутенг, ЮАР Стадион: Орландо                                                         |
| Турнир 4-х Наций 2003                                            | 3 февраля 2003 16:00 (UTC+02:00)   | - Чхве Ён Хун 18′ - Чхве Тхэ Ук 24′                                    | 2:0          |                   | Место: Йоханнесбург, Гаутенг, ЮАР Стадион: Орландо                                                         |
| Турнир 4-х Наций 2003                                            | 5 февраля 2003 16:00 (UTC+02:00)   | Республика Корея                                                       | 2:0          | Намибия           | Место: Йоханнесбург, Гаутенг, ЮАР Стадион: Орландо                                                         |
| Турнир 4-х Наций 2003                                            | 5 февраля 2003 16:00 (UTC+02:00)   | - Чун Джэ Вун 9′ - Ким Джин Ён 44′ (пен.)                              | 2:0          |                   | Место: Йоханнесбург, Гаутенг, ЮАР Стадион: Орландо                                                         |
| Турнир 4-х Наций 2003                                            | 8 февраля 2003 15:00 (UTC+02:00)   | ЮАР                                                                    | 2:1          | Республика Корея  | Место: Йоханнесбург, Гаутенг, ЮАР Стадион: Орландо                                                         |
| Турнир 4-х Наций 2003                                            | 8 февраля 2003 15:00 (UTC+02:00)   | - Сибусисо Махлангу 82′ - Твала 89′                                    | 2:1          | - Чо Джэ Джин 8′  | Место: Йоханнесбург, Гаутенг, ЮАР Стадион: Орландо                                                         |
| Товарищеский матч                                                | 12 февраля 2003 15:00 (UTC+01:00)  | Нидерланды                                                             | 0:1          | Республика Корея  | Место: Амстердам, Нидерланды Стадион: Олимпийский стадион Зрители: 5 000 Судья:                            |
| Товарищеский матч                                                | 12 февраля 2003 15:00 (UTC+01:00)  | - Сон Сын Джун 82′                                                     | 0:1          |                   | Место: Амстердам, Нидерланды Стадион: Олимпийский стадион Зрители: 5 000 Судья:                            |
| Товарищеский матч                                                | 5 апреля 2003 19:00 (UTC+09:00)    | Республика Корея                                                       | 4:1          | Коста-Рика        | Место: Ульсан, Йоннам, Республика Корея Стадион: Ульсан Мунсу Зрители: 21 000 Судья: Субхиддин Мохд Саллех |
| Товарищеский матч                                                | 5 апреля 2003 19:00 (UTC+09:00)    | - Чхве Тхэ Ук 21′ - Ким Ду Хён 58′ - Чун Джэ Вун 81′ - Чон Джо Гук 86′ | 4:1          | - Лопес 3′        | Место: Ульсан, Йоннам, Республика Корея Стадион: Ульсан Мунсу Зрители: 21 000 Судья: Субхиддин Мохд Саллех |
| Товарищеский матч                                                | 23 июля 2003 19:00 (UTC+09:00)     | Япония                                                                 | 1:1          | Республика Корея  | Место: Токио, Япония Стадион: Национальный стадион Ёёги Зрители: 38 058 Судья: Шамсул Майдин               |
| Товарищеский матч                                                | 23 июля 2003 19:00 (UTC+09:00)     | - Чо Бён Кук 29′ (авт.)                                                | 1:1          | - Чхве Тхэ Ук 22′ | Место: Токио, Япония Стадион: Национальный стадион Ёёги Зрители: 38 058 Судья: Шамсул Майдин               |
| Товарищеский матч                                                | 17 сентября 2003 19:00 (UTC+09:00) | Республика Корея                                                       | 2:1          | Япония            | Место: Сеул, Республика Корея Стадион: Сеул уорлд кап стадиум Зрители: 41 254 Судья: Шамсул Майдин         |
| Товарищеский матч                                                | 17 сентября 2003 19:00 (UTC+09:00) | - Ким Дон Джин 6′, 32′                                                 | 2:1          | - Такамацу 77′    | Место: Сеул, Республика Корея Стадион: Сеул уорлд кап стадиум Зрители: 41 254 Судья: Шамсул Майдин         |
| Второй раунд, Олимпийский отборочный турнир Азии по футболу 2004 | 1 октября 2003 15:00 (UTC+08:00)   | Гонконг                                                                | 0:1          | Республика Корея  | Место: Гонконг Стадион: Гонконг Судья: Ситйоно Миди Нитрореджо                                             |
| Второй раунд, Олимпийский отборочный турнир Азии по футболу 2004 | 1 октября 2003 15:00 (UTC+08:00)   | - Пак Ён Хо 55′                                                        | 0:1          |                   | Место: Гонконг Стадион: Гонконг Судья: Ситйоно Миди Нитрореджо                                             |
| Второй раунд, Олимпийский отборочный турнир Азии по футболу 2004 | 7 октября 2003 19:00 (UTC+09:00)   | Республика Корея                                                       | 2:0          | Гонконг           | Место: Коян, Кёнгидо, Республика Корея Стадион: Коян Зрители: 42 000 Судья: Ахмад Халиди Супиан            |
| Второй раунд, Олимпийский отборочный турнир Азии по футболу 2004 | 7 октября 2003 19:00 (UTC+09:00)   | - Чо Джэ Джин 45+1′ - Чхве Тхэ Ук 79′                                  | 2:0          |                   | Место: Коян, Кёнгидо, Республика Корея Стадион: Коян Зрители: 42 000 Судья: Ахмад Халиди Супиан            |

## 2004 год
| Соревнование                                                     | Дата и время матча                | Сборная 1 (Голы)                                                | Счёт (Отчёт) | Сборная 2 (Голы)                               | Примечания |
| ---------------------------------------------------------------- | --------------------------------- | --------------------------------------------------------------- | ------------ | ---------------------------------------------- | --- |
| Товарищеский матч                                                | 7 января 2004 19:30 (UTC+08:00)   | Австралия                                                       | 1:0          | Республика Корея                               | Место: Перт, Западная Австралия, Австралия Стадион: Перт Овал Зрители: 10 000 Судья: Эдди Ленни                |
| Товарищеский матч                                                | 7 января 2004 19:30 (UTC+08:00)   | - Холман 90′                                                    | 1:0          |                                                | Место: Перт, Западная Австралия, Австралия Стадион: Перт Овал Зрители: 10 000 Судья: Эдди Ленни                |
| Катарский турнир 2004                                            | 14 января 2004 18:00 (UTC+03:00)  | Республика Корея                                                | 5:0          | Парагвай XI                                    | Место: Доха, Катар Стадион: Стадион Тани бин Джассим Зрители: 200 Судья: Ясим аль-Хайль                        |
| Катарский турнир 2004                                            | 14 января 2004 18:00 (UTC+03:00)  | - Чой Сон Кук 13′ - Чхве Тхэ Ук 45′, 53′, 61′ - Чун Джэ Вун 85′ | 5:0          |                                                | Место: Доха, Катар Стадион: Стадион Тани бин Джассим Зрители: 200 Судья: Ясим аль-Хайль                        |
| Катарский турнир 2004                                            | 16 января 2004 18:00 (UTC+03:00)  | Республика Корея                                                | 2:0          | Швейцария                                      | Место: Доха, Катар Стадион: Стадион Тани бин Джассим Зрители: 200 Судья:                                       |
| Катарский турнир 2004                                            | 16 января 2004 18:00 (UTC+03:00)  | - Чхве Тхэ Ук 17′ - Чо Джэ Джин 63′                             | 2:0          |                                                | Место: Доха, Катар Стадион: Стадион Тани бин Джассим Зрители: 200 Судья:                                       |
| Катарский турнир 2004                                            | 18 января 2004 18:00 (UTC+03:00)  | Марокко                                                         | 2:0          | Республика Корея                               | Место: Доха, Катар Стадион: Стадион Тани бин Джассим Зрители: 300 Судья:                                       |
| Катарский турнир 2004                                            | 18 января 2004 18:00 (UTC+03:00)  | - Ахмед Аджедду 8′ - Джауад Акаддар 90+3′                       | 2:0          |                                                | Место: Доха, Катар Стадион: Стадион Тани бин Джассим Зрители: 300 Судья:                                       |
| Катарский турнир 2004                                            | 21 января 2004 19:00 (UTC+03:00)  | Универсиадская сборная Японии                                   | 0:3          | Республика Корея                               | Место: Доха, Катар Стадион: Стадион Тани бин Джассим Зрители: 300 Судья:                                       |
| Катарский турнир 2004                                            | 21 января 2004 19:00 (UTC+03:00)  | - Чо Джэ Джин 8′ - Чхве Тхэ Ук 8′ - Чой Сон Кук 13′             | 0:3          |                                                | Место: Доха, Катар Стадион: Стадион Тани бин Джассим Зрители: 300 Судья:                                       |
| Катарский турнир 2004                                            | 23 января 2004 19:00 (UTC+09:00)  | Марокко                                                         | 3:1          | Республика Корея                               | Место: Доха, Катар Стадион: Стадион Тани бин Джассим Зрители: 300 Судья:                                       |
| Катарский турнир 2004                                            | 23 января 2004 19:00 (UTC+09:00)  | - Мустафа Аллауи 52′ - Аккаль 62′ - Эль-Мубарки 87′             | 3:1          | - Чхве Тхэ Ук 23′                              | Место: Доха, Катар Стадион: Стадион Тани бин Джассим Зрители: 300 Судья:                                       |
| Товарищеский матч                                                | 21 февраля 2004 15:00 (UTC+03:00) | Япония                                                          | 2:0          | Республика Корея                               | Место: Осака, Осака, Япония Стадион: Нагаи Зрители: 38 601 Судья: Бенито Арчундиа                              |
| Товарищеский матч                                                | 21 февраля 2004 15:00 (UTC+03:00) | - Мацуи 56′ - Кодзи Морисаки 81′                                | 2:0          |                                                | Место: Осака, Осака, Япония Стадион: Нагаи Зрители: 38 601 Судья: Бенито Арчундиа                              |
| Третий раунд, Олимпийский отборочный турнир Азии по футболу 2004 | 3 марта 2004 19:00 (UTC+09:00)    | Республика Корея                                                | 1:0          | Китай                                          | Место: Сеул, Республика Корея Стадион: Сеул уорлд кап стадиум Зрители: 20 124 Судья: Тору Камикава             |
| Третий раунд, Олимпийский отборочный турнир Азии по футболу 2004 | 3 марта 2004 19:00 (UTC+09:00)    | - Чо Джэ Джин 81′                                               | 1:0          |                                                | Место: Сеул, Республика Корея Стадион: Сеул уорлд кап стадиум Зрители: 20 124 Судья: Тору Камикава             |
| Третий раунд, Олимпийский отборочный турнир Азии по футболу 2004 | 17 марта 2004 16:00 (UTC+09:00)   | Иран                                                            | 0:1          | Республика Корея                               | Место: Тегеран, Иран Стадион: Азади Зрители: 20 000 Судья: Рахан                                               |
| Третий раунд, Олимпийский отборочный турнир Азии по футболу 2004 | 17 марта 2004 16:00 (UTC+09:00)   | - Ли Чхон Су 60′                                                | 0:1          |                                                | Место: Тегеран, Иран Стадион: Азади Зрители: 20 000 Судья: Рахан                                               |
| Третий раунд, Олимпийский отборочный турнир Азии по футболу 2004 | 24 марта 2004 20:45 (UTC+09:00)   | Малайзия                                                        | 0:1          | Республика Корея                               | Место: Петалинг-Джая, Селангор, Малайзия Стадион: Петалинг-Джая Зрители: 18 000 Судья: Ала Абдул Кадир Нема    |
| Третий раунд, Олимпийский отборочный турнир Азии по футболу 2004 | 24 марта 2004 20:45 (UTC+09:00)   | - Чо Джэ Джин 43′ (пен.)                                        | 0:1          |                                                | Место: Петалинг-Джая, Селангор, Малайзия Стадион: Петалинг-Джая Зрители: 18 000 Судья: Ала Абдул Кадир Нема    |
| Товарищеский матч                                                | 6 апреля 2004 19:00 (UTC+09:00)   | Республика Корея                                                | 1:0          | Ирак                                           | Место: Сеул, Республика Корея Стадион: Сеул уорлд кап стадиум Зрители: 25 204 Судья: Кашихара                  |
| Товарищеский матч                                                | 6 апреля 2004 19:00 (UTC+09:00)   | - Ким Дон Хён 37′                                               | 1:0          |                                                | Место: Сеул, Республика Корея Стадион: Сеул уорлд кап стадиум Зрители: 25 204 Судья: Кашихара                  |
| Третий раунд, Олимпийский отборочный турнир Азии по футболу 2004 | 14 апреля 2004 19:00 (UTC+09:00)  | Республика Корея                                                | 3:0          | Малайзия                                       | Место: Сувон, Кёнгидо, Республика Корея Стадион: Сувон уорлд кап стадиум Зрители: 25 507 Судья:                |
| Третий раунд, Олимпийский отборочный турнир Азии по футболу 2004 | 14 апреля 2004 19:00 (UTC+09:00)  | - Ким Дон Хён 2′, 85′ - Чон Джэ Вун 68′                         | 3:0          |                                                | Место: Сувон, Кёнгидо, Республика Корея Стадион: Сувон уорлд кап стадиум Зрители: 25 507 Судья:                |
| Третий раунд, Олимпийский отборочный турнир Азии по футболу 2004 | 1 мая 2004 19:30 (UTC+09:00)      | Китай                                                           | 0:2          | Республика Корея                               | Место: Чанша, Хунань, Китай Стадион: Стадион спортивного центра Хелонг Зрители: 38 000                         |
| Третий раунд, Олимпийский отборочный турнир Азии по футболу 2004 | 1 мая 2004 19:30 (UTC+09:00)      | - Чо Джэ Джин 45′ - Ким Дон Джин 47′                            | 0:2          |                                                | Место: Чанша, Хунань, Китай Стадион: Стадион спортивного центра Хелонг Зрители: 38 000                         |
| Третий раунд, Олимпийский отборочный турнир Азии по футболу 2004 | 12 мая 2004 19:00 (UTC+09:00)     | Республика Корея                                                | 1:0          | Иран                                           | Место: Сеул, Республика Корея Стадион: Сеул уорлд кап стадиум Зрители: 20 217 Судья: Ёсида                     |
| Третий раунд, Олимпийский отборочный турнир Азии по футболу 2004 | 12 мая 2004 19:00 (UTC+09:00)     | - Ким Ду Хён 89′                                                | 1:0          |                                                | Место: Сеул, Республика Корея Стадион: Сеул уорлд кап стадиум Зрители: 20 217 Судья: Ёсида                     |
| Товарищеский матч                                                | 15 июля 2004 18:00 (UTC+01:00)    | Марокко                                                         | 0:0          | Республика Корея                               | Место: Касабланка, Касабланка — Сеттат, Марокко Стадион: Мохамед V (стадион) Зрители: 15 000                   |
| Товарищеский матч                                                | 15 июля 2004 18:00 (UTC+01:00)    |                                                                 | 0:0          |                                                | Место: Касабланка, Касабланка — Сеттат, Марокко Стадион: Мохамед V (стадион) Зрители: 15 000                   |
| Товарищеский матч                                                | 21 июля 2004 18:00 (UTC+01:00)    | Республика Корея                                                | 0:0          | Япония                                         | Место: Касабланка, Касабланка — Сеттат, Марокко Стадион: Мохамед V (стадион) Зрители: 41 228 Судья: Сун Баудже |
| Товарищеский матч                                                | 21 июля 2004 18:00 (UTC+01:00)    |                                                                 | 0:0          |                                                | Место: Касабланка, Касабланка — Сеттат, Марокко Стадион: Мохамед V (стадион) Зрители: 41 228 Судья: Сун Баудже |
| Товарищеский матч                                                | 26 июля 2004 16:00 (UTC+09:00)    | Республика Корея                                                | 1:1          | Парагвай XI                                    | Место: Коян, Кёнгидо, Республика Корея Стадион: Коян (стадион) Зрители: 30 818 Судья:                          |
| Товарищеский матч                                                | 26 июля 2004 16:00 (UTC+09:00)    | - Чо Джэ Джин 3′                                                | 1:1          | - Кристиан Богадо 90+1′                        | Место: Коян, Кёнгидо, Республика Корея Стадион: Коян (стадион) Зрители: 30 818 Судья:                          |
| Товарищеский матч                                                | 30 июля 2004 19:00 (UTC+09:00)    | Республика Корея                                                | 3:1          | Австралия                                      | Место: Согвипхо, Чеджудо, Республика Корея Стадион: Чеджу уорлд кап стадиум Зрители: 32 134 Судья:             |
| Товарищеский матч                                                | 30 июля 2004 19:00 (UTC+09:00)    | - Чо Джэ Джин 17′ - Ким Дон Джин 65′ - Чой Сон Кук 78′          | 3:1          | - Ахмад Элрих 85′                              | Место: Согвипхо, Чеджудо, Республика Корея Стадион: Чеджу уорлд кап стадиум Зрители: 32 134 Судья:             |
| Групповой этап, Футбол на летних Олимпийских играх 2004          | 11 августа 2000 20:30 (UTC+03:00) | Республика Корея                                                | 2:2          | Греция                                         | Место: Салоники, Центральная Македония, Греция Стадион: Кафтанзоглио Зрители: 25 152 Судья: Хорхе Ларрионда    |
| Групповой этап, Футбол на летних Олимпийских играх 2004          | 11 августа 2000 20:30 (UTC+03:00) | - Ким Дон Джин 43′ - Винтра 64′ (авт.)                          | 2:2          | - Яннис Таралидис 78′ - Пападопулос 82′ (пен.) | Место: Салоники, Центральная Македония, Греция Стадион: Кафтанзоглио Зрители: 25 152 Судья: Хорхе Ларрионда    |
| Групповой этап, Футбол на летних Олимпийских играх 2004          | 14 августа 2000 20:30 (UTC+03:00) | Республика Корея                                                | 1:0          | Мексика                                        | Место: Пирей, Аттика, Греция Стадион: Караискакис Зрители: 14 026 Судья: Клаус Бо Ларсен                       |
| Групповой этап, Футбол на летних Олимпийских играх 2004          | 14 августа 2000 20:30 (UTC+03:00) | - Ким Джон У 16′                                                | 1:0          |                                                | Место: Пирей, Аттика, Греция Стадион: Караискакис Зрители: 14 026 Судья: Клаус Бо Ларсен                       |
| Групповой этап, Футбол на летних Олимпийских играх 2004          | 17 августа 2000 20:30 (UTC+03:00) | Республика Корея                                                | 3:3          | Мали                                           | Место: Салоники, Центральная Македония, Греция Стадион: Кафтанзоглио Зрители: 3 320 Судья: Эрик Пуля           |
| Групповой этап, Футбол на летних Олимпийских играх 2004          | 17 августа 2000 20:30 (UTC+03:00) | - Чо Джэ Джин 57′, 59′ - Тамбура 64′ (авт.)                     | 3:3          | - Тенема Н'Диайе 7′, 24′, 55′                  | Место: Салоники, Центральная Македония, Греция Стадион: Кафтанзоглио Зрители: 3 320 Судья: Эрик Пуля           |
| Четвертьфинал, Футбол на летних Олимпийских играх 2004           | 21 августа 2000 21:00 (UTC+03:00) | Парагвай                                                        | 3:2          | Республика Корея                               | Место: Салоники, Центральная Македония, Греция Стадион: Кафтанзоглио Зрители: 4 080 Судья: Массимо Де Сантис   |
| Четвертьфинал, Футбол на летних Олимпийских играх 2004           | 21 августа 2000 21:00 (UTC+03:00) | - Барейро 19′, 71′ - Кардосо 61′                                | 3:2          | - Ли Чхон Су 74′, 79′ (пен.)                   | Место: Салоники, Центральная Македония, Греция Стадион: Кафтанзоглио Зрители: 4 080 Судья: Массимо Де Сантис   |

## 2006 год
| Соревнование                                             | Дата и время матча                | Сборная 1 (Голы)                                  | Счёт (Отчёт)   | Сборная 2 (Голы)      | Примечания                                                                                                   |
| -------------------------------------------------------- | --------------------------------- | ------------------------------------------------- | -------------- | --------------------- | --- |
| Товарищеский матч                                        | 14 ноября 2006 20:00 (UTC+09:00)  | Республика Корея                                  | 1:1            | Япония                | Место: Чханвон, Кёнсан-Намдо, Республика Корея Стадион: Чханвон (стадион) Зрители: 9 375 Судья: Чунг Йим Яу  |
| Товарищеский матч                                        | 14 ноября 2006 20:00 (UTC+09:00)  | - Пак Чу Ён 4′                                    | 1:1            | - Ан Тэ Ын 64′ (авт.) | Место: Чханвон, Кёнсан-Намдо, Республика Корея Стадион: Чханвон (стадион) Зрители: 9 375 Судья: Чунг Йим Яу  |
| Товарищеский матч                                        | 21 ноября 2006 19:20 (UTC+09:00)  | Япония                                            | 1:1            | Республика Корея      | Место: Токио, Япония Стадион: Японский национальный стадион Зрители: 22 115 Судья: Чжан Ли                   |
| Товарищеский матч                                        | 21 ноября 2006 19:20 (UTC+09:00)  | - Масуда 74′                                      | 1:1            | - Ян Донг Хен 45′     | Место: Токио, Япония Стадион: Японский национальный стадион Зрители: 22 115 Судья: Чжан Ли                   |
| Товарищеский матч                                        | 23 ноября 2006 18:15 (UTC+04:00)  | ОАЭ                                               | 0:2            | Республика Корея      | Место: Дубай, ОАЭ Стадион: Аль-Мактум Стэдиум                                                                |
| Товарищеский матч                                        | 23 ноября 2006 18:15 (UTC+04:00)  | - О Чан Ын 55′ - Ём Ки Хун 66′                    | 0:2            |                       | Место: Дубай, ОАЭ Стадион: Аль-Мактум Стэдиум                                                                |
| Групповой этап, Футбол на летних Азиатских играх 2006    | 28 ноября 2006 17:15 (UTC+03:00)  | Республика Корея                                  | 3:0            | Бангладеш             | Место: Доха, Катар Стадион: Стадион имени Джасим бин Мухаммад Аль Тани Зрители: 22 115 Судья: Марат Измайлов |
| Групповой этап, Футбол на летних Азиатских играх 2006    | 28 ноября 2006 17:15 (UTC+03:00)  | - Ли Чхон Су 2′ - Пак Чу Ён 58′, 73′              | 3:0            |                       | Место: Доха, Катар Стадион: Стадион имени Джасим бин Мухаммад Аль Тани Зрители: 22 115 Судья: Марат Измайлов |
| Групповой этап, Футбол на летних Азиатских играх 2006    | 2 декабря 2006 17:15 (UTC+03:00)  | Вьетнам                                           | 0:2            | Республика Корея      | Место: Доха, Катар Стадион: Гранд Хамад Судья: Абдулла Балиде                                                |
| Групповой этап, Футбол на летних Азиатских играх 2006    | 2 декабря 2006 17:15 (UTC+03:00)  | - Ли Хо 7′ - Ким Джин Гю 90+2′                    | 0:2            |                       | Место: Доха, Катар Стадион: Гранд Хамад Судья: Абдулла Балиде                                                |
| Групповой этап, Футбол на летних Азиатских играх 2006    | 5 декабря 2006 19:45 (UTC+03:00)  | Республика Корея                                  | 1:0            | Бахрейн               | Место: Эр-Райян, Катар Стадион: Ахмед бин Али Судья: Кришнан Рамачандран                                     |
| Групповой этап, Футбол на летних Азиатских играх 2006    | 5 декабря 2006 19:45 (UTC+03:00)  | - О Бом Сок 57′                                   | 1:0            |                       | Место: Эр-Райян, Катар Стадион: Ахмед бин Али Судья: Кришнан Рамачандран                                     |
| Четвертьфинал, Футбол на летних Азиатских играх 2006     | 9 декабря 2006 19:00 (UTC+03:00)  | Республика Корея                                  | 3:0            | КНДР                  | Место: Эр-Райян, Катар Стадион: Ахмед бин Али Судья: Абдулрахман Рачо                                        |
| Четвертьфинал, Футбол на летних Азиатских играх 2006     | 9 декабря 2006 19:00 (UTC+03:00)  | - Ким Чи Ву 31′ - Ём Ки Хун 34′ - Чон Джо Гук 57′ | 3:0            |                       | Место: Эр-Райян, Катар Стадион: Ахмед бин Али Судья: Абдулрахман Рачо                                        |
| Полуфинал, Футбол на летних Азиатских играх 2006         | 12 декабря 2006 19:00 (UTC+03:00) | Ирак                                              | 1:0            | Республика Корея      | Место: Эр-Райян, Катар Стадион: Ахмед бин Али Судья: Али аль-Бадвави                                         |
| Полуфинал, Футбол на летних Азиатских играх 2006         | 12 декабря 2006 19:00 (UTC+03:00) | - Самер Саид 24′                                  | 1:0            |                       | Место: Эр-Райян, Катар Стадион: Ахмед бин Али Судья: Али аль-Бадвави                                         |
| Матч за 3-е место, Футбол на летних Азиатских играх 2006 | 14 декабря 2006 17:30 (UTC+03:00) | Иран                                              | 1:0 (доп. вр.) | Республика Корея      | Место: Эр-Райян, Катар Стадион: Ахмед бин Али Судья: Абдульрахман Абду                                       |
| Матч за 3-е место, Футбол на летних Азиатских играх 2006 | 14 декабря 2006 17:30 (UTC+03:00) | - Адель Колакай 114′                              | 1:0 (доп. вр.) |                       | Место: Эр-Райян, Катар Стадион: Ахмед бин Али Судья: Абдульрахман Абду                                       |

## 2007 год
| Соревнование                                                     | Дата и время матча                 | Сборная 1 (Голы)                       | Счёт (Отчёт) | Сборная 2 (Голы)                        | Примечания |
| ---------------------------------------------------------------- | ---------------------------------- | -------------------------------------- | ------------ | --------------------------------------- | --- |
| Второй раунд, Олимпийский отборочный турнир Азии по футболу 2008 | 28 февраля 2007 20:00 (UTC+09:00)  | Республика Корея                       | 1:0          | Йемен                                   | Место: Сувон, Кёнгидо, Республика Корея Стадион: Сувон уорлд кап стадиум Зрители: 11 672 Судья: Тан Хай                        |
| Второй раунд, Олимпийский отборочный турнир Азии по футболу 2008 | 28 февраля 2007 20:00 (UTC+09:00)  | - Ян Донгьен 63′                       | 1:0          |                                         | Место: Сувон, Кёнгидо, Республика Корея Стадион: Сувон уорлд кап стадиум Зрители: 11 672 Судья: Тан Хай                        |
| Второй раунд, Олимпийский отборочный турнир Азии по футболу 2008 | 14 марта 2007 19:00 (UTC+04:00)    | ОАЭ                                    | 1:3          | Республика Корея                        | Место: Абу-Даби, ОАЭ Стадион: Аль-Нахайян Зрители: 500 Судья: Кадзухико Мацумура                                               |
| Второй раунд, Олимпийский отборочный турнир Азии по футболу 2008 | 14 марта 2007 19:00 (UTC+04:00)    | - Аль-Марзуки 50′                      | 1:3          | - Хан Дон Вон 22′, 80′ - Ли Сон Хен 39′ | Место: Абу-Даби, ОАЭ Стадион: Аль-Нахайян Зрители: 500 Судья: Кадзухико Мацумура                                               |
| Второй раунд, Олимпийский отборочный турнир Азии по футболу 2008 | 28 марта 2007 20:00 (UTC+09:00)    | Республика Корея                       | 2:0          | Узбекистан                              | Место: Ансан, Кёнгидо, Республика Корея Стадион: Ансан Ва Зрители: 32 377 Судья: Талаат Наджм                                  |
| Второй раунд, Олимпийский отборочный турнир Азии по футболу 2008 | 28 марта 2007 20:00 (UTC+09:00)    | - Хан Дон Вон 34′, 85′                 | 2:0          |                                         | Место: Ансан, Кёнгидо, Республика Корея Стадион: Ансан Ва Зрители: 32 377 Судья: Талаат Наджм                                  |
| Второй раунд, Олимпийский отборочный турнир Азии по футболу 2008 | 18 апреля 2007 17:00 (UTC+05:00)   | Узбекистан                             | 0:1          | Республика Корея                        | Место: Ташкент, Узбекистан Стадион: Пахтакор Зрители: 5 000 Судья: Халил аль-Гамди                                             |
| Второй раунд, Олимпийский отборочный турнир Азии по футболу 2008 | 18 апреля 2007 17:00 (UTC+05:00)   | - Пэк Чи Хун 75′                       | 0:1          |                                         | Место: Ташкент, Узбекистан Стадион: Пахтакор Зрители: 5 000 Судья: Халил аль-Гамди                                             |
| Второй раунд, Олимпийский отборочный турнир Азии по футболу 2008 | 16 мая 2007 16:00 (UTC+03:00)      | Йемен                                  | 1:0          | Республика Корея                        | Место: Сана, Йемен Стадион: Стадион Али Мохсена Аль-Мураиси Зрители: 4 000 Судья: Рам Кришна Гхош                              |
| Второй раунд, Олимпийский отборочный турнир Азии по футболу 2008 | 16 мая 2007 16:00 (UTC+03:00)      | - Ясир аль-Баадани 4′                  | 1:0          |                                         | Место: Сана, Йемен Стадион: Стадион Али Мохсена Аль-Мураиси Зрители: 4 000 Судья: Рам Кришна Гхош                              |
| Второй раунд, Олимпийский отборочный турнир Азии по футболу 2008 | 6 июня 2007 16:00 (UTC+09:00)      | Республика Корея                       | 3:1          | ОАЭ                                     | Место: Тэджон, Чхунчхон-Намдо, Республика Корея Стадион: Тэджон уорлд кап стадиум Зрители: 30 510 Судья: Субхиддин Мохд Саллех |
| Второй раунд, Олимпийский отборочный турнир Азии по футболу 2008 | 6 июня 2007 16:00 (UTC+09:00)      | - Ли Гын Хо 33′, 49′ - Ким Чхан Су 82′ | 3:1          | - Аль-Джунаиби 72′                      | Место: Тэджон, Чхунчхон-Намдо, Республика Корея Стадион: Тэджон уорлд кап стадиум Зрители: 30 510 Судья: Субхиддин Мохд Саллех |
| Третий раунд, Олимпийский отборочный турнир Азии по футболу 2008 | 22 августа 2007 19:00 (UTC+09:00)  | Республика Корея                       | 2:1          | Узбекистан                              | Место: Сеул, Республика Корея Стадион: Сеул уорлд кап стадиум Зрители: 22 885 Судья: Бенджамин Уильямс                         |
| Третий раунд, Олимпийский отборочный турнир Азии по футболу 2008 | 22 августа 2007 19:00 (UTC+09:00)  | - Ли Санг Хо 49′ - Ли Гын Хо 79′       | 2:1          | - Ким Джин Гю 24′ (авт.)                | Место: Сеул, Республика Корея Стадион: Сеул уорлд кап стадиум Зрители: 22 885 Судья: Бенджамин Уильямс                         |
| Товарищеский матч                                                | 3 сентября 2007 17:20 (UTC+04:00)  | Катар                                  | 0:0          | Республика Корея                        | Место: Дубай, ОАЭ Стадион: Аль-Рашид Зрители: 300                                                                              |
| Товарищеский матч                                                | 3 сентября 2007 17:20 (UTC+04:00)  |                                        | 0:0          |                                         | Место: Дубай, ОАЭ Стадион: Аль-Рашид Зрители: 300                                                                              |
| Третий раунд, Олимпийский отборочный турнир Азии по футболу 2008 | 8 сентября 2007 19:00 (UTC+03:00)  | Бахрейн                                | 0:1          | Республика Корея                        | Место: Эр-Рифа-эш-Шарки, Бахрейн Стадион: Бахрейнский национальный стадион Зрители: 3 000 Судья: Мохамад Мансур                |
| Третий раунд, Олимпийский отборочный турнир Азии по футболу 2008 | 8 сентября 2007 19:00 (UTC+03:00)  | - Кан Мин Су 64′                       | 0:1          |                                         | Место: Эр-Рифа-эш-Шарки, Бахрейн Стадион: Бахрейнский национальный стадион Зрители: 3 000 Судья: Мохамад Мансур                |
| Третий раунд, Олимпийский отборочный турнир Азии по футболу 2008 | 12 сентября 2007 20:00 (UTC+09:00) | Республика Корея                       | 1:0          | Сирия                                   | Место: Сеул, Республика Корея Стадион: Сеул уорлд кап стадиум Зрители: 21 129 Судья: Ян Чжицян                                 |
| Третий раунд, Олимпийский отборочный турнир Азии по футболу 2008 | 12 сентября 2007 20:00 (UTC+09:00) | - Ким Сын Ён 10′                       | 1:0          |                                         | Место: Сеул, Республика Корея Стадион: Сеул уорлд кап стадиум Зрители: 21 129 Судья: Ян Чжицян                                 |
| Третий раунд, Олимпийский отборочный турнир Азии по футболу 2008 | 17 октября 2007 15:00 (UTC+02:00)  | Сирия                                  | 0:0          | Республика Корея                        | Место: Дамаск, Сирия Стадион: Аббасийин Зрители: 1 500 Судья: Хедаят Момбини                                                   |
| Третий раунд, Олимпийский отборочный турнир Азии по футболу 2008 | 17 октября 2007 15:00 (UTC+02:00)  |                                        | 0:0          |                                         | Место: Дамаск, Сирия Стадион: Аббасийин Зрители: 1 500 Судья: Хедаят Момбини                                                   |
| Третий раунд, Олимпийский отборочный турнир Азии по футболу 2008 | 17 ноября 2007 15:00 (UTC+05:00)   | Узбекистан                             | 0:0          | Республика Корея                        | Место: Ташкент, Узбекистан Стадион: Пахтакор Зрители: 4 000 Судья: Абдулла Мохамед Балиде                                      |
| Третий раунд, Олимпийский отборочный турнир Азии по футболу 2008 | 17 ноября 2007 15:00 (UTC+05:00)   |                                        | 0:0          |                                         | Место: Ташкент, Узбекистан Стадион: Пахтакор Зрители: 4 000 Судья: Абдулла Мохамед Балиде                                      |
| Третий раунд, Олимпийский отборочный турнир Азии по футболу 2008 | 21 ноября 2007 14:00 (UTC+02:00)   | Республика Корея                       | 0:0          | Бахрейн                                 | Место: Ансан, Кёнгидо, Республика Корея Стадион: Ансан Ва Зрители: 28 221 Судья: Субхиддин Мохд Саллех                         |
| Третий раунд, Олимпийский отборочный турнир Азии по футболу 2008 | 21 ноября 2007 14:00 (UTC+02:00)   |                                        | 0:0          |                                         | Место: Ансан, Кёнгидо, Республика Корея Стадион: Ансан Ва Зрители: 28 221 Судья: Субхиддин Мохд Саллех                         |

## 2008 год
| Соревнование                                            | Дата и время матча                | Сборная 1 (Голы)                        | Счёт (Отчёт) | Сборная 2 (Голы)   | Примечания |
| ------------------------------------------------------- | --------------------------------- | --------------------------------------- | ------------ | ------------------ | --- |
| Товарищеский матч                                       | 16 июля 2008 20:00 (UTC+09:00)    | Республика Корея                        | 2:1          | Гватемала          | Место: Ансан, Кёнгидо, Республика Корея Стадион: Ансан Ва Зрители: 19 388 Судья: Лю Квок Ман                                            |
| Товарищеский матч                                       | 16 июля 2008 20:00 (UTC+09:00)    | - Ким Кун Хоан 56′ - Ли Гын Хо 81′      | 2:1          | - Марвин Авила 32′ | Место: Ансан, Кёнгидо, Республика Корея Стадион: Ансан Ва Зрители: 19 388 Судья: Лю Квок Ман                                            |
| Товарищеский матч                                       | 27 июля 2008 20:00 (UTC+09:00)    | Республика Корея                        | 2:1          | Кот-д’Ивуар        | Место: Сувон, Кёнгидо, Республика Корея Стадион: Сувон уорлд кап стадиум Зрители: 31 266 Судья: Хуан Цзюньцзе                           |
| Товарищеский матч                                       | 27 июля 2008 20:00 (UTC+09:00)    | - Чон Сон Рён 20′ - Ли Гын Хо 62′       | 2:1          | - Жервиньо 74′     | Место: Сувон, Кёнгидо, Республика Корея Стадион: Сувон уорлд кап стадиум Зрители: 31 266 Судья: Хуан Цзюньцзе                           |
| Товарищеский матч                                       | 31 июля 2008 20:00 (UTC+09:00)    | Республика Корея                        | 1:0          | Австралия          | Место: Сеул, Республика Корея Стадион: Сеул уорлд кап стадиум Зрители: 20 533 Судья: Кенджи Огия                                        |
| Товарищеский матч                                       | 31 июля 2008 20:00 (UTC+09:00)    | - Син Ён Рок 24′                        | 1:0          |                    | Место: Сеул, Республика Корея Стадион: Сеул уорлд кап стадиум Зрители: 20 533 Судья: Кенджи Огия                                        |
| Групповой этап, Футбол на летних Олимпийских играх 2008 | 7 августа 2008 19:45 (UTC+08:00)  | Республика Корея                        | 1:1          | Камерун            | Место: Циньхуандао, Хэбэй, Китай Стадион: Стадион Олимпийского спорткомплекса города Циньхуандао Зрители: 21 943 Судья: Джаир Марруфо   |
| Групповой этап, Футбол на летних Олимпийских играх 2008 | 7 августа 2008 19:45 (UTC+08:00)  | - Пак Чу Ён 68′                         | 1:1          | - Манджек 81′      | Место: Циньхуандао, Хэбэй, Китай Стадион: Стадион Олимпийского спорткомплекса города Циньхуандао Зрители: 21 943 Судья: Джаир Марруфо   |
| Групповой этап, Футбол на летних Олимпийских играх 2008 | 10 августа 2008 19:45 (UTC+08:00) | Италия                                  | 3:0          | Республика Корея   | Место: Циньхуандао, Хэбэй, Китай Стадион: Стадион Олимпийского спорткомплекса города Циньхуандао Зрители: 29 455 Судья: Томас Айнваллер |
| Групповой этап, Футбол на летних Олимпийских играх 2008 | 10 августа 2008 19:45 (UTC+08:00) | - Росси 15′ - Рокки 32′ - Монтоливо 90′ | 3:0          |                    | Место: Циньхуандао, Хэбэй, Китай Стадион: Стадион Олимпийского спорткомплекса города Циньхуандао Зрители: 29 455 Судья: Томас Айнваллер |
| Групповой этап, Футбол на летних Олимпийских играх 2008 | 13 августа 2008 17:00 (UTC+08:00) | Республика Корея                        | 1:0          | Гондурас           | Место: Шанхай, Китай Стадион: Шанхайский стадион Зрители: 34 160 Судья: Майкл Хестер                                                    |
| Групповой этап, Футбол на летних Олимпийских играх 2008 | 13 августа 2008 17:00 (UTC+08:00) | - Ким Дон Джин 23′                      | 1:0          |                    | Место: Шанхай, Китай Стадион: Шанхайский стадион Зрители: 34 160 Судья: Майкл Хестер                                                    |

## 2009 год
| Соревнование      | Дата и время матча                | Сборная 1 (Голы)  | Счёт (Отчёт) | Сборная 2 (Голы) | Примечания |
| ----------------- | --------------------------------- | ----------------- | ------------ | ---------------- | --- |
| Товарищеский матч | 19 декабря 2009 15:00 (UTC+09:00) | Республика Корея  | 1:2          | Япония           | Место: Чханвон, Кёнсан-Намдо, Республика Корея Стадион: Футбольный центр Чангвон Зрители: 13 277 Судья: Хуанг Цзюньцзе |
| Товарищеский матч | 19 декабря 2009 15:00 (UTC+09:00) | - Чо Ён Чхоль 36′ | 1:2          | - Ямада 77′, 88′ | Место: Чханвон, Кёнсан-Намдо, Республика Корея Стадион: Футбольный центр Чангвон Зрители: 13 277 Судья: Хуанг Цзюньцзе |